# Pleucadeuc
Pleucadeuc [pløkadœk] est une commune française, située dans le département du Morbihan en région Bretagne. Un rassemblement annuel le 15 août des « Deux et plus », a contribué à la notoriété de la petite localité et lui a valu le surnom de « village des Jumeaux ».

## Géographie

### Localisation
Pleucadeuc est situé au sud de Ploërmel (19,1 km à vol d'oiseau), au nord-est de Vannes (31,2 km à vol d'oiseau), à l'ouest de Rennes (64,5 km à vol d'oiseau), à l'est de Lorient (74,0 km à vol d'oiseau) et à l'ouest-sud-ouest de Paris
(369,5 km à vol d'oiseau)
| Bohal | Saint-Marcel, Malestroit |               |
|       | Pleucadeuc               | Saint-Congard |
| Molac | Pluherlin                |               |

| - Carte de la commune de Pleucadeuc dans son environnement géographique. |

### Paysage, relief et hydrographie
Pleucadeuc appartient à la région naturelle des Landes de Lanvaux, une région de landes boisées.
Le relief de la commune présente deux alignements de hauteurs de type appalachien, orientés de l'ouest-nord-ouest à l'est-sud-est, l'un au nord du finage communal, qui culmine aux environs de la chapelle Saint-Marc à 99 mètres d'altitude et domine la ville de Malestroit et la vallée de l'Oust, toutes proches ; l'autre ligne de crête est à la limite sud du territoire communal et culmine à 90 mètres d'altitude à Grée de la Coët. Le bourg de Pleucadeuc, situé sur le flanc nord de ce relief, est vers 70 mètres d'altitude.
Les lignes de crête correspondent à des affleurements de grès armoricain, roche plus résistante que les bandes schisteuses qui forment les points les plus bas du relief.
| - Carte topographique de la commune de Pleucadeuc. |

Entre les deux, formant une gouttière elle aussi orientée de l'ouest-nord-ouest à l'est-sud-est, la vallée de la Claie, affluent de rive droite de l'Oust et donc sous-affluent de la Vilaine, entre dans la commune côté ouest à 19 mètres d'altitude et en sort côté est à 9 mètres d'altitude. La Claie reçoit sur le territoire de PLeucadeuc plusieurs petits affluents de rive droite qui coulent du sud vers le nord : les principaux sont celui qui alimente l'étang de Villeneuve et forme un temps la limite communale avec Bohal et celui qui alimente l'étang du Grand Gournava (étang partagé entre les communes de Pleucadeuc, Molac et Pluherlin) et plus en aval l'étang du Petit Gournava, un troisième alimentant l'étang de Moquesouris ; d'autres petits affluents de la Claie, d'importance encore plus modeste, dévalent du nord de la commune, le principal d'entre eux, situé à la limite nord-ouest du territoire communal, a sa source vers 55 mètres d'altitude au niveau de l'étang de la Garenne et sépare Pleucadeuc de Malestroit et Saint-Marcel.

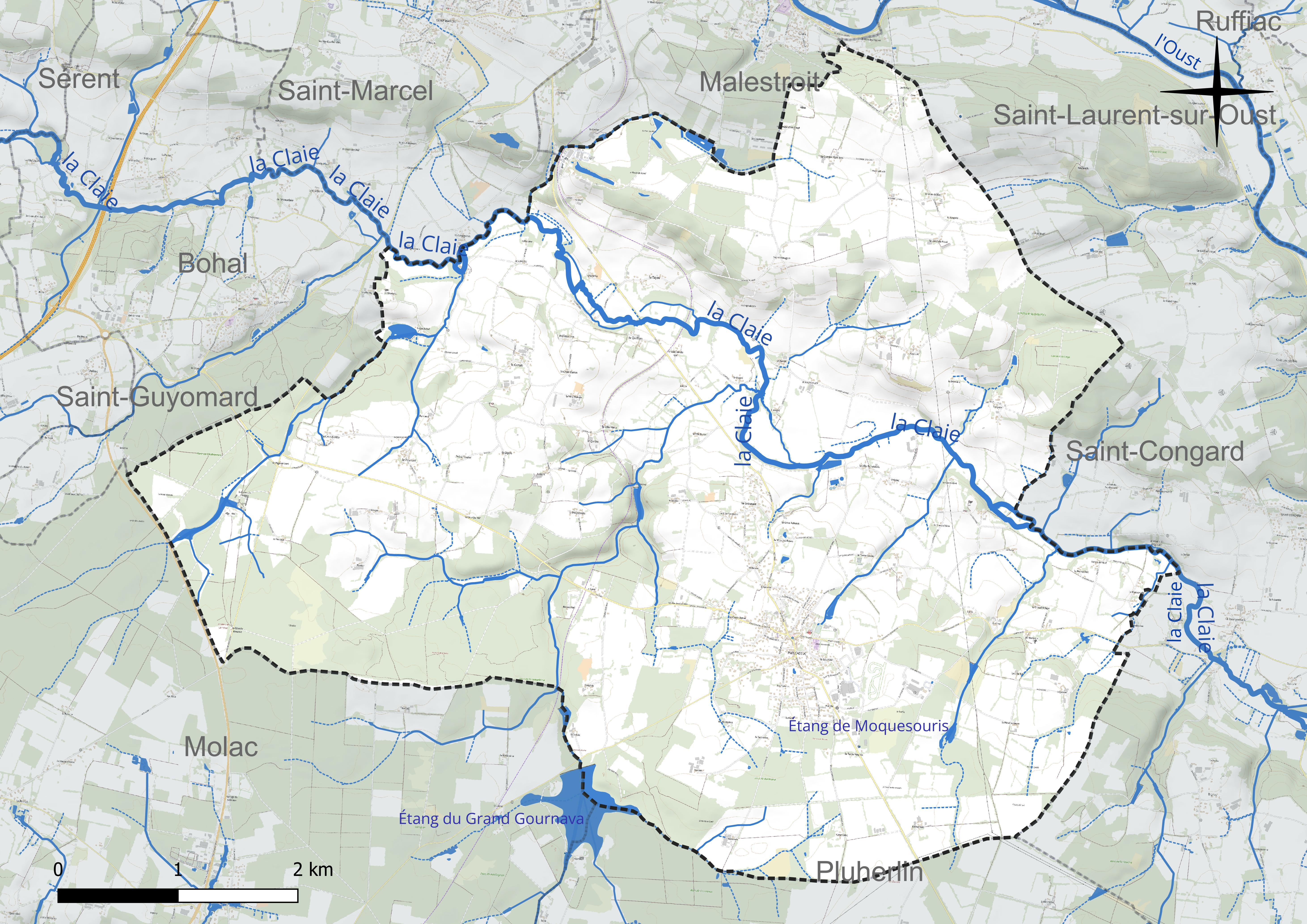
Le réseau hydrographique de Pleucadeuc.

La commune est traversée selon un axe ouest-est par la Claie, un affluent de la rive droite de l'Oust.
Au sud-ouest du bourg se trouve l'Étang du Grand Gournava.
On y rencontre des roches aux formes étranges (pierres à bassins).
L'habitat est dispersé en de nombreux petits hameaux. Si la plupart d'entre eux portent des noms à consonance française, quelques-uns sont d'origine bretonne : Kergo, Le Quillio, Penhouët.

### Hydrographie
Pour un article plus général, voir Réseau hydrographique du Morbihan.
La commune est située dans le bassin Loire-Bretagne. Elle est drainée par la Claie, le bras de la Claie et divers autres petits cours d'eau,.
La Claie, d'une longueur de 62 km, prend sa source dans la commune de Saint-Allouestre et se jette  dans le canal de Nantes à Brest à Saint-Congard, après avoir traversé 13 communes. 

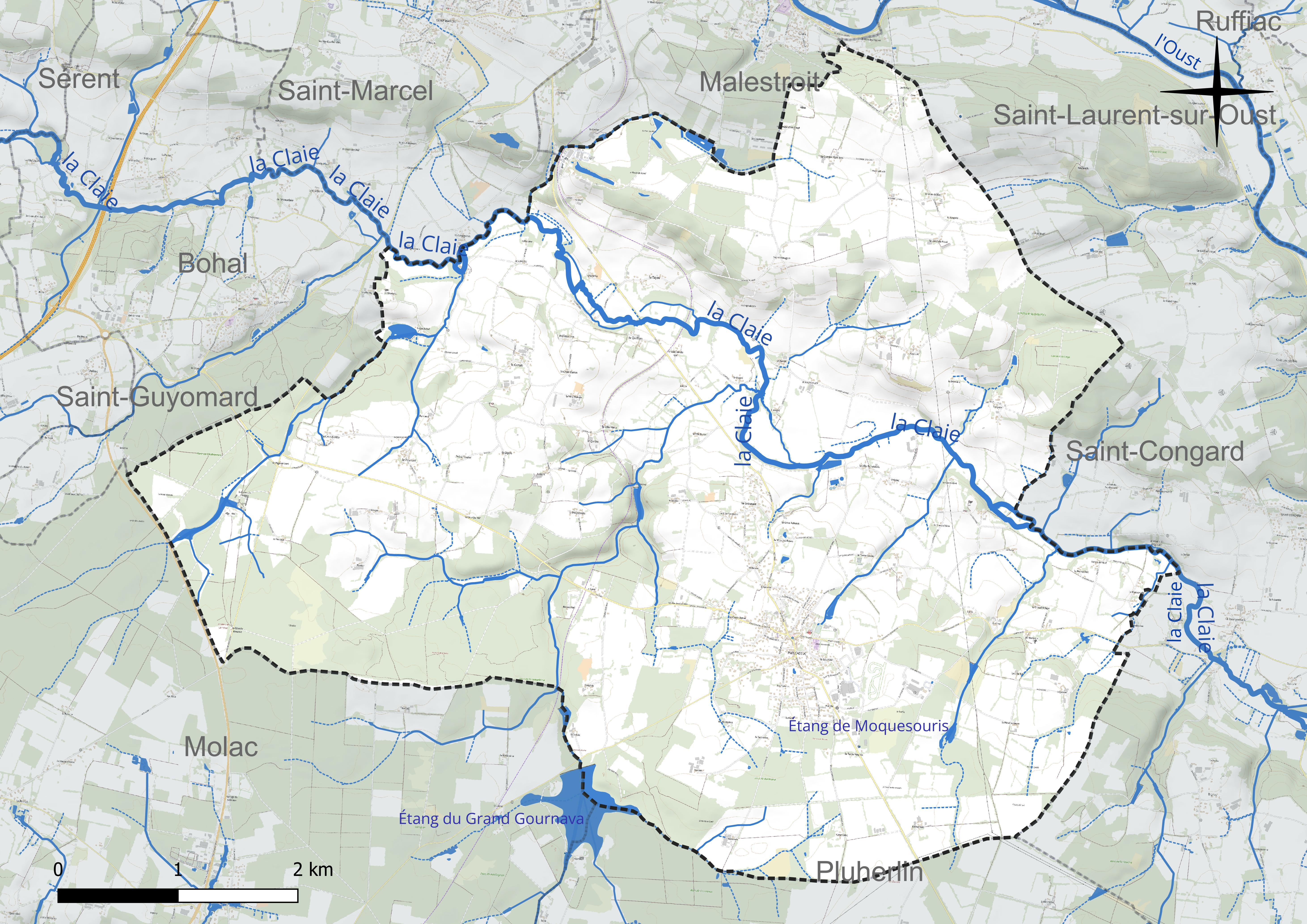
Réseau hydrographique de Pleucadeuc.

Deux plans d'eau complètent le réseau hydrographique : l'étang de Moquesouris (1,14 ha) et l'étang du Grand Gournava, d'une superficie totale de 25,8 ha (4,96 ha sur la commune),.

### Climat
Le climat qui caractérise la commune est qualifié, en 2010, de « climat océanique franc », selon la typologie des climats de la France qui compte alors huit grands types de climats en métropole. En 2020, la commune ressort du type « climat océanique » dans la classification établie par Météo-France, qui ne compte désormais, en première approche, que cinq grands types de climats en métropole. Ce type de climat se traduit par des températures douces et une pluviométrie relativement abondante (en liaison avec les perturbations venant de l'Atlantique), répartie tout au long de l'année avec un léger maximum d'octobre à février.
Les paramètres climatiques qui ont permis d’établir la typologie de 2010 comportent six variables pour les températures et huit pour les précipitations, dont les valeurs correspondent à la normale 1971-2000. Les sept principales variables caractérisant la commune sont présentées dans l'encadré ci-après.
| Paramètres climatiques communaux sur la période 1971-2000 - Moyenne annuelle de température : 11,5 °C - Nombre de jours avec une température inférieure à −5 °C : 1,2 j - Nombre de jours avec une température supérieure à 30 °C : 2,7 j - Amplitude thermique annuelle : 12,8 °C - Cumuls annuels de précipitation : 920 mm - Nombre de jours de précipitation en janvier : 13,1 j - Nombre de jours de précipitation en juillet : 6,8 j |

Avec le changement climatique, ces variables ont évolué. Une étude réalisée en 2014 par la Direction générale de l'Énergie et du Climat complétée par des études régionales prévoit en effet que la température moyenne devrait croître et la pluviométrie moyenne baisser, avec toutefois de fortes variations régionales. La station météorologique de Météo-France installée sur la commune et mise en service en 1990 permet de connaître en continu l'évolution des indicateurs météorologiques. Le tableau détaillé pour la période 1981-2010 est présenté ci-après.
| Mois                                  | jan.             | fév.           | mars           | avril         | mai           | juin         | jui.          | août          | sep.          | oct.            | nov.          | déc.          | année      |
| ------------------------------------- | ---------------- | -------------- | -------------- | ------------- | ------------- | ------------ | ------------- | ------------- | ------------- | --------------- | ------------- | ------------- | ---------- |
| Température minimale moyenne (°C)     | 3                | 2,7            | 4,2            | 5,3           | 8,7           | 11,1         | 12,8          | 12,9          | 10,3          | 8,5             | 5,2           | 2,8           | 7,3        |
| Température moyenne (°C)              | 6                | 6,4            | 8,5            | 10,3          | 13,8          | 16,7         | 18,4          | 18,7          | 15,9          | 12,6            | 8,7           | 5,9           | 11,9       |
| Température maximale moyenne (°C)     | 8,9              | 10             | 12,9           | 15,2          | 18,9          | 22,2         | 24            | 24,5          | 21,4          | 16,8            | 12,2          | 8,9           | 16,4       |
| Record de froid (°C) date du record   | −11,6 02.01.1997 | −10,7 11.02.12 | −10,1 01.03.05 | −3,9 11.04.03 | −2,6 06.05.19 | 1,2 01.06.06 | 4,1 01.07.11  | 4 31.08.10    | −0,6 26.09.10 | −4,3 30.10.1997 | −8,3 29.11.10 | −8,3 26.12.10 | −11,6 1997 |
| Record de chaleur (°C) date du record | 18,3 27.01.03    | 21,9 27.02.19  | 23,7 30.03.21  | 27,4 30.04.05 | 30,8 26.05.17 | 35 19.06.17  | 37,5 23.07.19 | 39,3 10.08.03 | 32,4 10.09.00 | 29,1 02.10.11   | 19,5 01.11.15 | 17,2 19.12.15 | 39,3 2003  |
| Précipitations (mm)                   | 114,1            | 74,7           | 62,4           | 66            | 63,7          | 43,6         | 49,7          | 40,9          | 75,7          | 101,5           | 101,6         | 108,9         | 902,8      |

### Transports
Pleucdeuc est desservi principalement par la D 774 (ancienne Route nationale 774) qui vient côté sud de Rochefort-en-Terre et se dirige côté nord vers Malestroit, ainsi que par la D 12 qui, en direction du nord-ouest, se dirige depuis le bourg de Pleucadeuc vers la voie express RN 166 (échangeur de Bellevue), axe routier Vannes-Ploërmel.
Le tracé de l'ancienne ligne ferroviaire de Questembert à Ploërmel, gérée par la Compagnie du chemin de fer de Paris à Orléans, (mise en service en 1881 et fermée en 1991 (déclassée en 1993), qui desservait Pleucadeuc (la gare était située à 2 km à l'ouest du bourg), a été reconverti en voie verte (véloroute V3 Questembert-Saint-Malo).

## Urbanisme

### Typologie
Au 1er janvier 2024, Pleucadeuc est catégorisée bourg rural, selon la nouvelle grille communale de densité à sept niveaux définie par l'Insee en 2022.
Elle est située hors unité urbaine et hors attraction des villes,.

### Occupation des sols

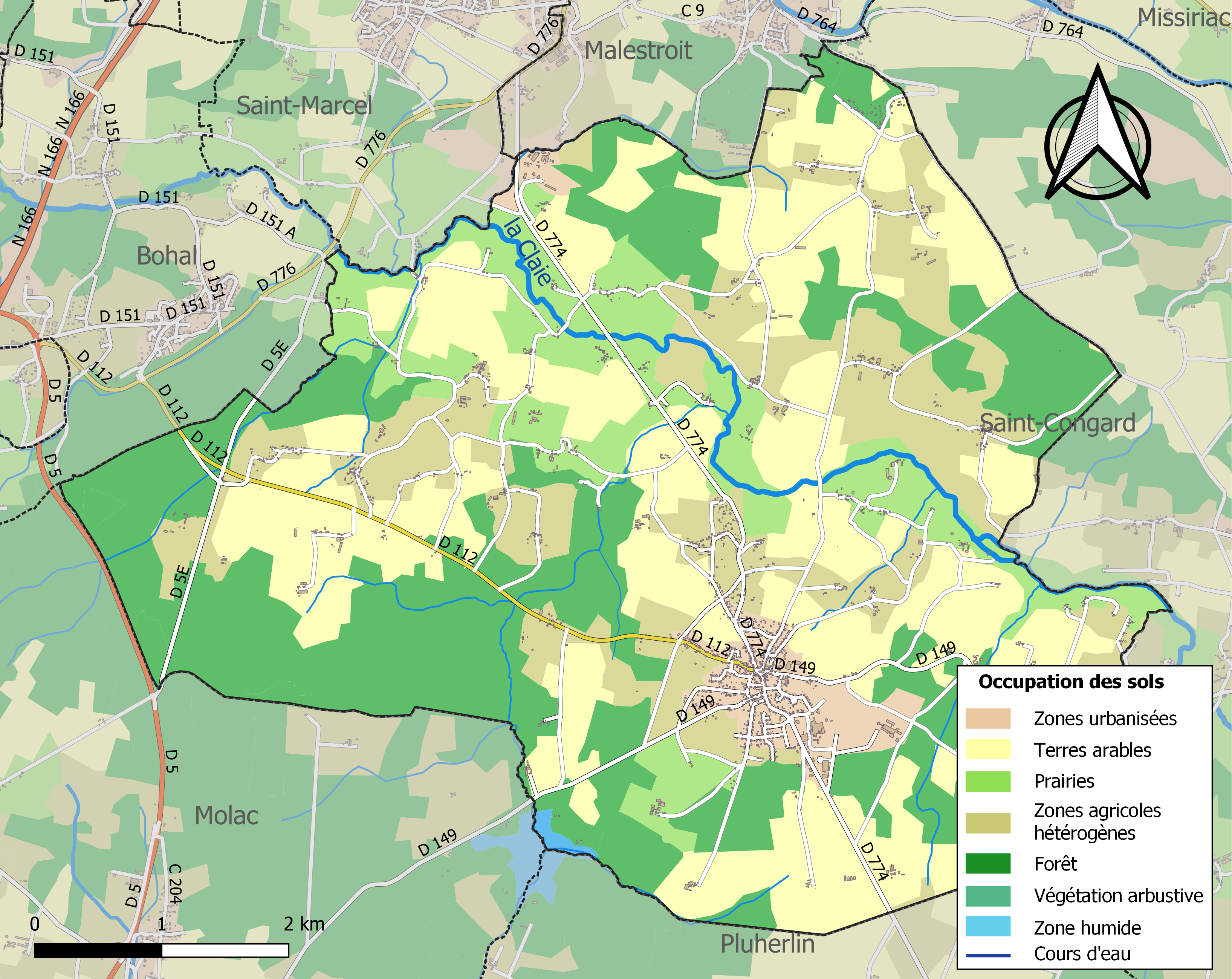
Carte des infrastructures et de l'occupation des sols de la commune en 2018 (Corine Land Cover).

Le tableau ci-dessous présente l' occupation des sols de la commune en 2018, telle qu'elle ressort de la base de données européenne d’occupation biophysique des sols Corine Land Cover (CLC).
| Type d’occupation                                                                   | Pourcentage | Superficie (en hectares) |
| ----------------------------------------------------------------------------------- | ----------- | ------------------------ |
| Tissu urbain discontinu                                                             | 2,7 %       | 95                       |
| Zones industrielles ou commerciales et installations publiques                      | 0,8 %       | 27                       |
| Extraction de matériaux                                                             | 0,4 %       | 14                       |
| Terres arables hors périmètres d'irrigation                                         | 33,6 %      | 1177                     |
| Prairies et autres surfaces toujours en herbe                                       | 12,3 %      | 429                      |
| Systèmes culturaux et parcellaires complexes                                        | 20,0 %      | 699                      |
| Surfaces essentiellement agricoles interrompues par des espaces naturels importants | 0,1 %       | 3                        |
| Forêts de feuillus                                                                  | 2,9 %       | 101                      |
| Forêts de conifères                                                                 | 25,9 %      | 907                      |
| Forêts mélangées                                                                    | 1,3 %       | 44                       |
| Plans d'eau                                                                         | 0,2 %       | 6                        |
| Source : Corine Land Cover                                                          |             |                          |

## Toponymie
Pleucadeuc est une paroisse de Bretagne, nommée Plebs Cadoc en 826 et Pluinchatoch en 848 et plusieurs fois nommée dans le cartulaire de Redon. Elle porte le nom d'un saint breton, Cadoc. En effet, Pleucadeuc vient du latin Pleb via le breton Plou/Pleu (paroisse) et de l'anthroponyme Cadoc : « la paroisse de Cadoc ».
Un village de la commune, Saint-Maugon, doit son nom à un compagnon de saint Cadoc, dénommé plus souvent saint Maugan.
La prononciation du nom de la localité en gallo a été relevée sous la forme Picadeu.

## Histoire

### Préhistoire
Un menhir est tombé en 1798 et cinq ont été fouillés par le Dr Alfred Fouquet en 1864, lequel trouva à leurs pieds « des charbons de bois et des granits rougis au feu ». Plusieurs menhirs signalés par Joseph Mahé en 1825 ont disparu depuis, ayant servi pour la construction des écluses de Malestroit sur l'Oust dans le cadre de l'aménagement du Canal de Nantes à Brest.
Un dépôt de 40 haches à douille, dont 23 en plomb et 17 en alliage de plomb avec un peu de cuivre a été découvert en 1913 à Kermarie, à l'extrême sud de la commune.
En 1942 l'exploitation d'un bois de sapins et le défrichement qui suivit permit de découvrir deux dolmens à galerie, ruinés, situés à 50 mètres l'un de l'autre, à 300 mètres environ au nord du village de Saint-Maugon. En poudingue pourpré précambrien, leur édification a nécessité un transport des pierres en montée sur une distance de 1 500 mètres depuis le gisement jusqu'à la ligne de crête où ils se trouvent.

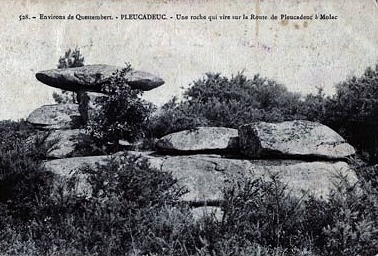
Le "Chapeau de Roche" vers 1925 (carte postale).

La pierre Méha, située en Pleucadeuc, malheureusement détruite, portait des signes concentriques analogues à des labyrinthes dont on trouve aussi des exemples dans les îles Britanniques et la péninsule Ibérique. François-Marie Cayot-Délandre la décrit ainsi en 1847 :

« La pierre Méha, ainsi appelée du nom du propriétaire du champ (...) a 4 m de longueur et 1 m ½ de hauteur. Elle est engagée dans le talus d'un champ nommé la Grée-Ny. La partie visible de cette pierre sept cercles tracés en creux, dont plusieurs sont traversés par une ligne diamétrale. Les espaces entre les cercles sont parsemés de petits trous arrondis et peu profonds. La partie engagée dans le fossé est celle qui présente les sept cercles concentriques (...). »

Cayot-Délandre évoque aussi une multitude de « pierres excavées » entre le bourg et l'étang de Couedelo (étang du Grand Gournava), et notamment le "Chapeau de Roche", un amas naturel se trouvant au bord d'un ruisseau, qu'il pense avoir aussi servi (de lieu de culte ?) aux hommes de la Préhistoire.

### Antiquité
Une voie romaine venant de Marzan, via Limerzel et Pluherlin, passant par la Grée Mahé et franchissant l'Arz au Pont de l'Église, passait par Talhouët, la Morinaie, Trégoux, la Censie et traversait l'Oust près de Roga. Des substructions gallo-romaines, des tegulæ et des poteries ont été trouvées entre Bégasson et la Morinaie, ainsi qu'à la Ville Bily.

### Moyen-Âge
Vers 826, selon le Cartulaire de Redon, le machtiern Jarnithin, qui administrait la paroisse de Carentoir, habitait le manoir de Lisbédu (la cour du bouleau en vieux-breton) dans la paroisse de Pleucadeuc. En l'an 837, une charte est signée à Pleucadeuc In Plebe Cadoci par un moine nommé Gias Cadoc (serviteur de Cadoc).
Avant son démembrement, la paroisse de Pleucadeuc englobait le territoire de Saint-Congard, et la partie méridionale de la ville de Malestroit qui en fut détachée pour constituer avec La Magdeleine, jadis en Missiriac, la paroisse castrale de Malestroit.
L’ermitage de Roga, aujourd’hui en Saint-Congard, est cité dans la paroisse de Pleucadeuc vers la fin du XIe siècle : « ...partem Jarnuuin id est dimidium Botsarphin finem habens de summo larer et fronte a fluvio Cles usque ad flumen Ultre...sitam... in condita plebe Cadoc » (Cart. Rot. Charte CCLV) et « .locum qui dicitur Rosgal at alio nomine qui dicitur Botgarth » (Cart. Rot. Charte CCLXVII).
À la suite de la victoire de Ballon à Bains-sur-Oust en l’an 845, Nominoë devient dux et souverain de la Bretagne et demeure à Coët-Leu, aujourd’hui commune de Saint-Congard[réf. souhaitée].
Au Moyen Âge, la châtellenie de Pleucadeuc dépend du comté de Rochefort. Elle est la propriété des familles Rochefort, Rieux, Larlan et Hay des Nétumières[réf. souhaitée].
La trève du Gorays, attestée au XVe siècle, dépendait de la paroisse de Pleucadeuc ; sa chapelle était sous le vocable de saint Barthélemy. Cette trève a subsisté jusqu'en 1791 ; elle était la résidence d'un curé qui y faisait les baptêmes, les mariages et les sépultures.
Pleucadeuc comptait plus de vingt seigneuries. Selon Jean-Baptiste Ogée « en 1500, on voyait dans cette paroisse les maisons nobles de Lieuzel, de Villebonnet, d'Igouray, de Bohal, de la Vieille Ville, de Launaye, de la Morinaye, de la Comté, de Begasson, de la Ville-d'Aval, et la Villeneuve ». Certaines disposaient d'une chapelle privée : Lieuzel, la Villeneuve et la Morinaye, cette dernière servit un temps de chapelle pour les Huguenots et porta pour cette raison pendant un moment le nom de "Chapelle des Réformés". La tradition affirme aussi l'existence d'une ancienne chapelle à Saint-Maugon (saint Maugon serait un saint du VIe siècle, compagnon d'aposolat de saint Cadoc). Pleucadeuc comptait aussi trois chapellenies à Saint-Marc (dite auss des Quatre-Évangélistes), Lieuzel et Saint-Joseph, desservie dans la chapelle du même nom.
Les fourches patibulaires de la baronnie de Malestroit se trouvaient sur la ligne de crête à 400 mètres environ de la chapelle des Quatre-Évangélistes ; une grande pièce de terre y porte le nom de "la Justice".

### Temps modernes
Un cimetière supplémentaire (il en existait déjà un dans le bourg autour de l'église dans l'enclos paroissial) fut aménagé la Croix-Julien, à l'occasion d'une épidémie qui décima la paroisse en 1638. Ce cimetière servit à nouveau lors d'une autre épidémie en 1736-1737. L'habitude fut prise de se rendre en procession, chaque mardi gras, à cette croix qui prit le nom de "Croix des défunts".
Depuis ce temps on prit l'habitude de se rendre en procession, chaque mardi gras, à cette croix qui prit le nom de Croix des défunts.
Une mission paroissiale fut organisée à Pleucadeuc en juillet-août 1716, une seconde entre le 9 et le 31 mai 1734, une troisième en 1746 et une quatrième en 1764.

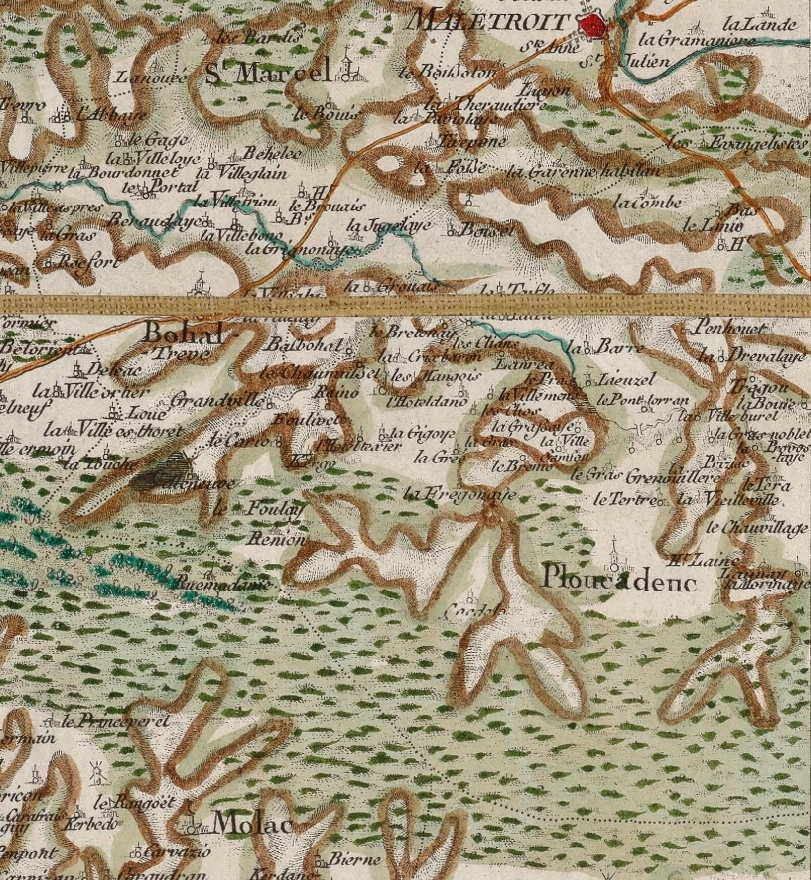
Carte de Cassini de la partie ouest de la paroisse de Pleucadeuc [Ploucadeuc] (1789).

Jean-Baptiste Ogée décrit ainsi Pleucadeuc en 1778 :

« Pleucadeuc ; à 6 lieues trois quarts à l'Est-Nord-Est de Vannes, son Évêché et son ressort ; à 14 lieues de Rennes et à 1 lieue un quart de Malestroit, sa subdélégation. On y compte 1 200 communiants : la cure est à l'alternative. (...) Ce territoire, arrosé des eaux de la rivière de Claye [Claie], offre à la vue des landes immenses, et qui paraissent plus étendues que les terres en rapport. »

Il indique aussi qu'en 1778 existe à Pleucadeuc la seigneurie de « Lieuzel et annexes, moyenne et basse justice, à Mademoiselle de Soulange, qui possède aussi la Morinais, moyenne et basse justice ».

### Révolution française
Mathurin Le Breton, originaire de Pleucadeuc, fut prêtre réfractaire, tenta de s'exiler en Espagne, mais n'y parvint pas et se cacha à Pleucadeuc pendant deux ans, avant d'être emprisonné à Vannes, puis guillotiné à Lorient le 7 juillet 1794.
Marc-Mathurin Cheval. fut recteur de Pleucadeuc à partir de 1785 ; lui aussi refusa de orêter le serment de fidélité à la Constitution civile du clergé et fut prêtre réfractaire, mais il survécut â la Révolution et redevint recteur de Pleucadeuc après le Concordat jusqu'à sa mort en 1820.
Joseph Lucas, originaire de Pleucadeuc, vicaire à Molac, fut déporté à l'Île de Ré le 5 décembre 1798.
Pleucadeuc est chef-lieu de la municipalité de canton entre le 1er vendémiaire an IV (23 septembre 1795) et le 28 pluviôse an VIII (17 février 1800).

### LeXIXesiècle
En 1849 la commune de Pleucadeuc créa une banque communale pouvant consentir des prêts ne pouvant excéder 6 mois aux habitants de la commune avec un taux d'intérêt de 6 % l'an et prévoit aussi des billets de banque payables au porteur rapportant 3 % d'intérêt par an.
A. Marteville et P. Varin, continuateurs d'Ogée, décrivent ainsi Pleucadeuc en 1853 :

« Pleucadeuc : commune formée de l'ancienne paroisse de ce nom ; aujourd'hui succursale. (...) Principaux villages : Haut et Bas Liniau, La Tayée, Grand-Fol, Saint-Maugon, la Croix-du-Passol, le Quiliau, le Pont-Oran, la Grande-Ville, le Poulivet, la Fregennais, la Grossais, la Ville-Sanson, Priziac, Lainé, Trégout. Châteaux de Lieuzel, de Villeneuve, de la Morinais, de Bégasson, du Bas-Bohal. Superficie totale 3 451 hectares dont (...) terres labourables 864 ha, prés et pâturages 220 ha, bois 121 ha, vergers et jardins 27 ha, landes et incultes 2 114 ha, châtaigneraies 14 ha (...). Moulins de Morpaixdu Grand-Faux, de Lainé, à eau ; de Boissel, à vent. Cette commune possède de vastes terrains non cultivés, mais susceptibles de l'être. (...). Il y a foire le 26 avril ; cette foire est précédée d'une assemblée qui a lieu la veille. Géologie : granite, schiste. On parle le français [en fait le gallo]. »

Le moulin à eau de Mocpaix fut détruit par un incendie le 5 juillet 1857.
En 1862 une épidémie de fièvre typhoïde fit 30 malades dont 5 morts, toutes des femmes, à Pleucadeuc.

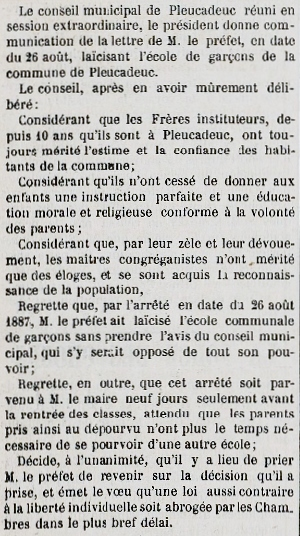
Délibération du conseil municipal de Pleucadeuc protestant contre la laïcisation de l'école des garçons (journal Le Bien Public du 13 septembre 1887).

Sur la porte du moulin de Gournava où il résidait pour chasser à courre dans les Landes de Lanvaux avec quarante chiens fauves, le comte de Tinguy avait cloué des centaines de pattes de loups.
La nouvelle église paroissiale Saint-Pierre est achevée en 1887 ; elle remplace l'ancienne église paroissiale, qui était aussi sous le vocable de saint Pierre, et avait une forme en tau et dont l'origine remontait au Haut Moyen-Âge (Templiers ? Ordre de Saint-Jean de Jérusalem ?), mais était de style composite : les fenêtres par exemple étaient ogivales (style gothique).
En septembre 1888 le conseil municipal proteste vigoureusement contre la laïcisation de l'école communale et la circulaire préfectorale lui enjoignant de créer de nouvelles écoles :

« Considérant que l'école communale de Pleucadeuc, qui autrefois contenait plus de cent enfants, n'en a plus que huit depuis qu'elle a été confiée à des instituteurs laïcs ; considérant que, sur ces huit enfants, cinq seulement appartiennent à la commune ; considérant qu'en cette circonstance les habitants ont clairement montré qu'ils tiennent à donner à leurs enfants une éducation dirigée par des congréganistes ; considère donc que ce n'est pas le nombre des écoles laïques qu'il importe d'augmenter mais plutôt le mode d'enseignement qu'il faudrait changer en rétablissant l'ancien état de choses ; décide que la mesure proposée par M. le préfet est ruineuse et inutile, et en conséquence, la repousse à l'unanimité. »

Déjà auparavant, en septembre 1887, le conseil municipal avait protesté lors de la laïcisation de l'école des garçons et seulement deux élèves s'étaient présentés à l'école lors du remplacement des maîtres congréganistes par deux instituteurs laïcs.

### LeXXesiècle

#### La Belle Époque
Le baron Roger de Sivry, conseiller général et propriétaire de l'école privée de Pleucadeuc, fut poursuivi pour son opposition à la laïcisation de l'école libre (qu'il avait fait construire à Pleucadeuc en 1887 et dont il avait confié la gestion aux Frères de Ploërmel), en vertu de la loi sur les congrégations, mais obtint, ainsi que l'instituteur Louis Chaussé, une ordonnance de non-lieu en sa faveur.
En 1908 la commune de Pleucadeuc obtint un prix au Concours de la race bovine bretonne de Lorient pour la « mise en valeur de landes communales par leur boisement en pins maritimes ».

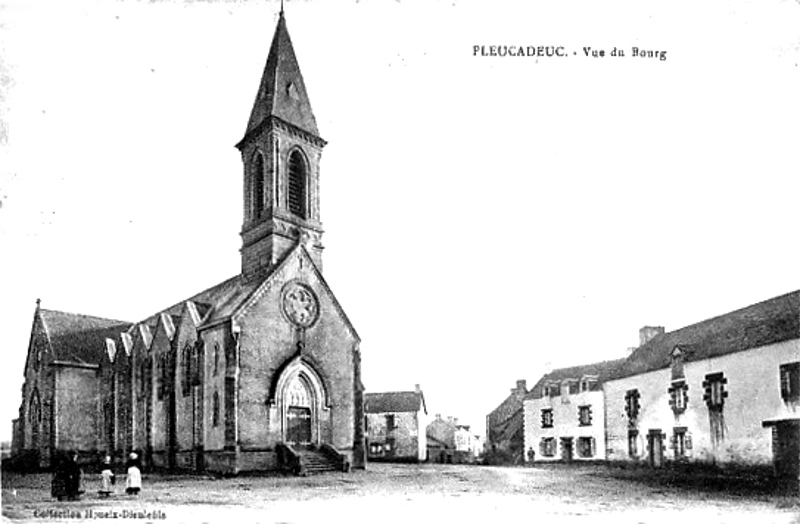
Pleucadeuc : le centre du bourg et l'église vers 1910 (carte postale).
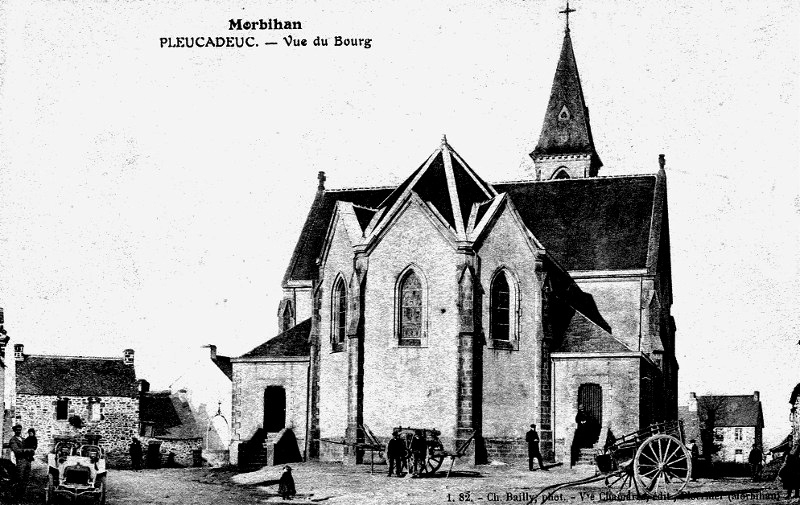
Pleucadeuc : la Place de l'Église au début du XXe siècle (carte postale).

En janvier 1914 les obsèques de la baronne Roger de Sivry, née de Secondat de Montesquieu, se déroulèrent en l'église de Pleucadeuc au milieu d'une foule immense et très émue.

#### La Première Guerre mondiale
Le monument aux morts de Pleucadeuc porte les noms de  106 soldats morts pour la France pendant la Première Guerre mondiale. Parmi les 94 d'entre eux recensés par le Livre d'or du ministère des pensions, 6 sont morts en Belgique (dont 3 dès le 22 août 1914 à Maissin), 2 dans les Balkans (François Macé le 25 novembre 1918 en Bulgarie et Jean Possémé le 7 décembre 1918 dans l'actuelle Macédoine du Nord, tous les deux après l'armistice) ; les autres sont morts sur le sol français : parmi eux 4 (François Laillé, Pierre Le Ray, Jean Outin et Joseph Possémé) ont été décorés à la fois de la Médaille militaire et de la Croix de Guerre, ainsi que Pierre Giron, ce dernier étant décédé en Belgique.

#### L'Entre-deux-Guerres
Le devis pour l'érection du monument aux morts date du 17 juillet 1922. Le monument, conçu par l'architecte René Guillaume, a la forme d'un pilier surmonté d'une croix latine et porte l'inscription : "Pleucadeuc. À ses enfants morts pour la France" ; la présence d'un symbole religieux (la croix latine) sur le monument posa problème, le monument étant installé sur le domaine public.
Un soldat, Jean Martin, mort le 25 novembre 1922 à Alep (Syrie), est mort pour la France pendant la Guerre du Levant.
Les incendies de landes et de conifères étaient fréquents : par exemple en juillet 1921 un feu qui s'était déclaré dans le parc du château de Villeneuve détruisit plusieurs hectares de sapins.

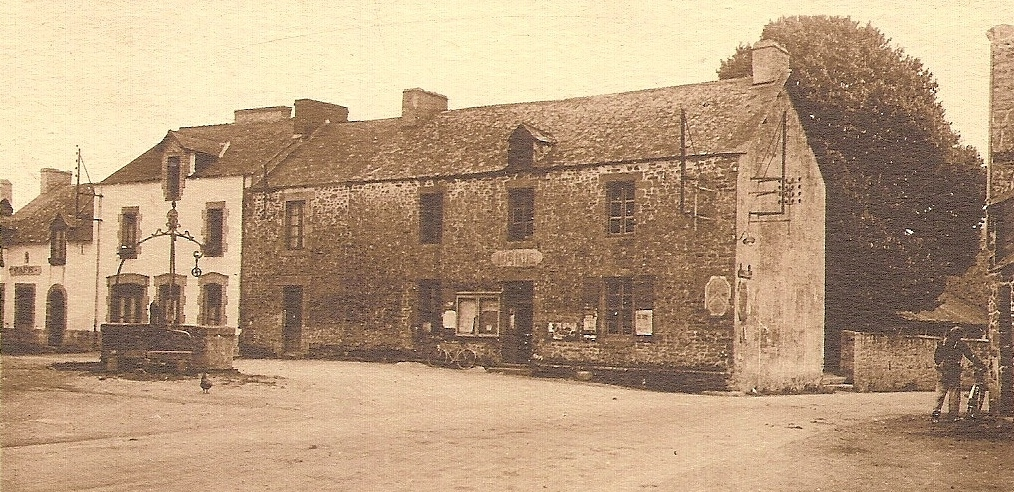
La Place de la mairie vers 1925 (carte postale).
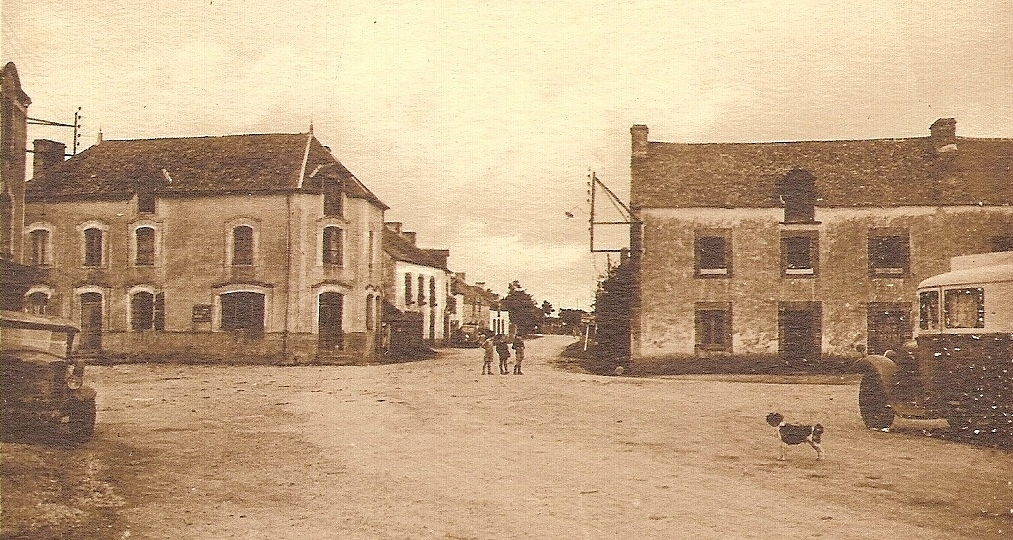
Pleucadeuc : la route de Malestroit vers 1925 (carte postale).

Le dimanche précédent la fête de saint Marc se tenait, à la chapelle de Saint-Marc, l'Assemblée : « le clergé de Pleucadeux venait y chanter les vêpres (...). Dans la lande étaient dressés des cabarets en plein vent. (...) Le jour de la saint Marc, le 25 avril, quatre paroisses, croix et clergé en tête, escaladaient la montagne des Quatre-Évangélistes : Malestroit, Missiriac, Pleucadeuc et Saint-Laurent, celle-ci après avoir franchi l'Oust au bac d'Eva. Chaque paroisse entendait une messe (...). Le lendemain 26 avril avait lieu sur la lande une des plus grandes foires du pays. Les animaux y étaient conduits nombreux, les marchands venaient souvent de loin. C'était aussi une foire « de gagerie » : les jeunes gens des deux sexes qui cherchaient une place devaient, comme signe particulier, porter à la main une baguette de houx ». La dernière foire de Saint-Marc se tint le 26 avril 1938.

#### La Seconde Guerre mondiale
Le 5 avril 1941 le conseil municipal de Pleucadeuc vote une adresse au maréchal Pétain : il « tient à exprimer à M. le maréchal Pétain, chef de l'État français, l'hommage de son profond respect et de son sincère attachement ».
Le monument aux morts de Pleucadeuc porte les noms de 13 personnes mortes pour la France pendant la Seconde Guerre mondiale ; parmi elles, Jean Guimard, tué à l'ennemi au printemps 1940 lors de la Bataille de France ; Albert Piquet, résistant, fusillé âgé de 21 ans le 13 juillet 1944 au Fort de Penthièvre et Eugène Monnier, aussi résistant, fusillé âgé de 25 ans le même jour au même endroit ; Jean Noblet et Roger de Montfort, tous deux morts en captivité en 1941 en Allemagne.
André Pondard, résistant FFI, fut abattu par des soldats allemands à La Chapelle-Caro le 13 juillet 1944.

#### L'après Seconde Guerre mondiale
Un soldat originaire de Pleucadeuc (Charles Cousin) est mort pour la France pendant la Guerre d'Indochine et quatre (Lucien Cousin, André Lecadre, Maurice Lecerf et Émile Rouillé) pendant la Guerre d'Algérie.
Pleucadeuc, longtemps restée une petite commune rurale perdue sur le plateau des Landes de Lanvaux, et éloignée des grands axes de circulation, sans atout touristique particulier, semblait promise au déclin, mais a connu depuis 1970 un regain inattendu grâce au dynamisme de son maire Joseph Briend, maire pendant 37 ans ; en 1975 par exemple, il a créé l’abattoir de Pleucadeuc sous forme de coopérative.
En 1982 Christine Clerc décrit le dynamisme de Pleucadeuc et de son maire Jo Briend dans son livre Le bonheur d'être français. « À Pleucadeuc (Morbihan), la municipalité achète d'abord des terrains et construit une station d'épuration (...). Les jeunes se sont réinstallés à Pleucadeuc » écrivent en 1983 plusieurs auteurs dans un ouvrage collectif.

### LeXXIesiècle
Le 11 juillet 2012 500 personnes manifestent à Pleucadeuc contre la fermeture de l'abattoir Doux.
Le 20 avril 2024 la voie douce reliant le bourg à la gare et le réaménagement de la rue de Paris ont été inaugurés par le maire Alain Launay, dix jours avant sa démission, lassé des incivilités à son encontre.

## Politique et administration

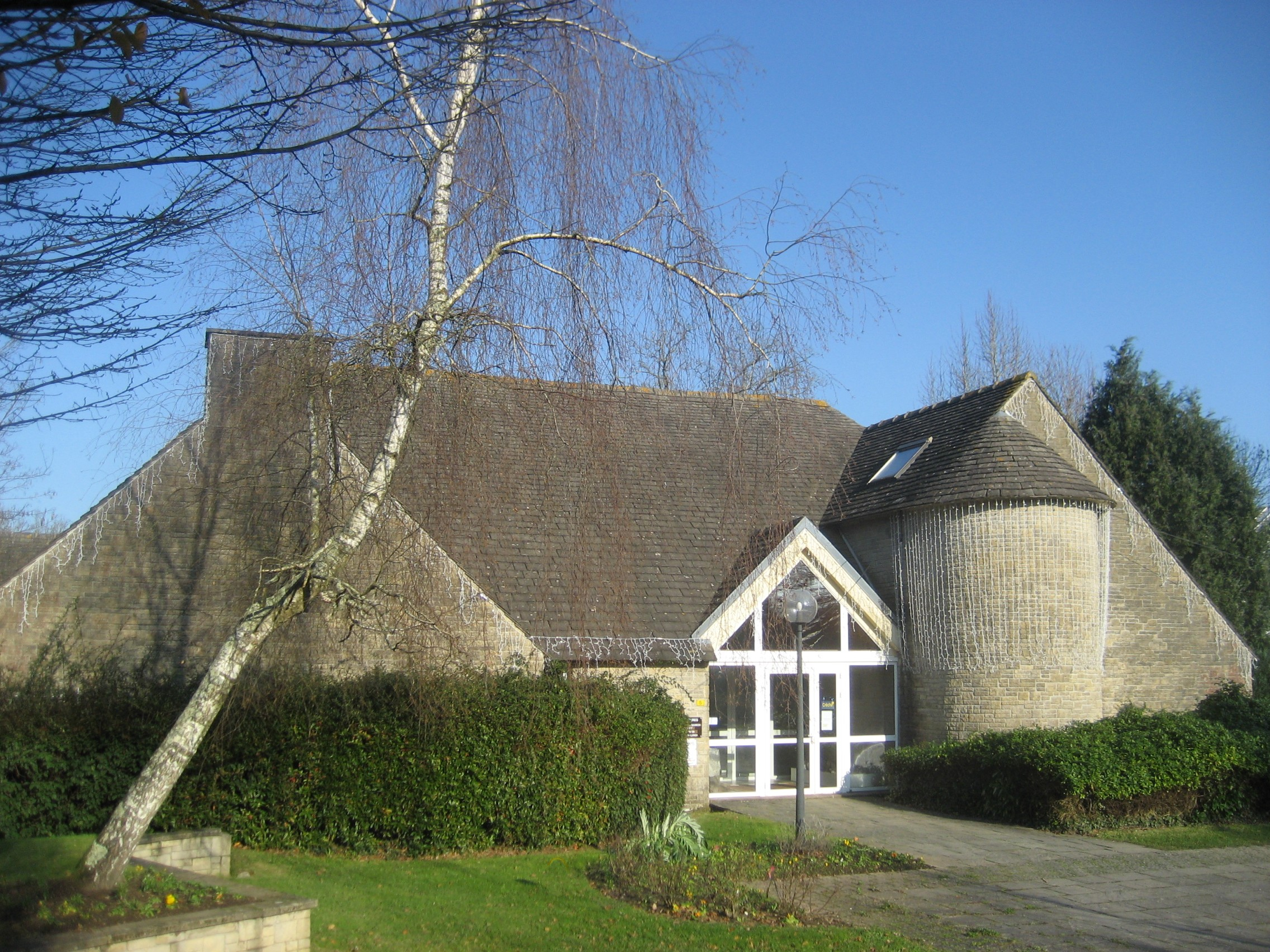
La mairie de Pleucadeuc.

| Période                              | Période                   | Identité             | Étiquette | Qualité |
| ------------------------------------ | ------------------------- | -------------------- | --------- | --- |
| 1808                                 | 1811                      | Pierre Cauzic        |           | |
| 1811                                 | 1821                      | Julien Mouro         |           | Laboureur et cabaretier. |
| 1821                                 | 1834                      | Louis Ponsard        |           | Député en 1797 et entre 1816 et 1819. Habitait le château de Villeneuve. |
| 1835                                 | 1855                      | François Mouro       |           | Cultivateur. |
| 1855                                 | 1865                      | Mathurin Dejour      |           | Meunier. |
| 1865                                 | 1878                      | Joseph Goudy         |           | Cultivateur. |
| 1878                                 | 1897                      | Pierre Picard        |           | Cultivateur. |
| 1897                                 | 1908                      | Joseph Texier        |           | |
| 1908                                 | 1913                      | Jean Pierre Loyer    |           | Laboureur. |
| 1913                                 | 1937                      | Georges de Montfort. |           | Vicomte. Propriétaire. Sociétaire de la France hippique. Habitait le château de la Grouais.                                                                                                |
| 1937                                 | 1945                      | Georges de Chabannes |           | Châtelain de Villeneuve Conseiller général du Canton de Questembert (1913-1940) |
| 1945                                 | 1963                      | Émile Loyer          |           | Agriculteur. |
| 1963                                 | 1971                      | Paul Huet            |           | |
| 1971                                 | 2008                      | Joseph Briend        | UDF       | Conseiller général du Canton de Questembert (1973-2004) |
| 2008                                 | 30 avril 2024 (démission) | Alain Launay         |           | Président de la communauté de communes du Val d'Oust et de Lanvaux de 2014 à 2016 Vice-Président de la communauté de communes De l'Oust à Brocéliande Communauté depuis le 13 janvier 2017 |
| 1er mai 2024 (intérmim) 28 juin 2024 | En cours                  | Loïc Balac           |           | |

### Héraldique et logos
|  | Les armoiries de Pleucadeuc se blasonnent ainsi : Vairé contre-vairé d’or et de sinople de quatre tires, sur le tout coupé ondé d'hermine et d'azur à la bordure de gueules. Devise : aide toi le ciel t'aidera. Création Bernard Le Ny-Jegat |

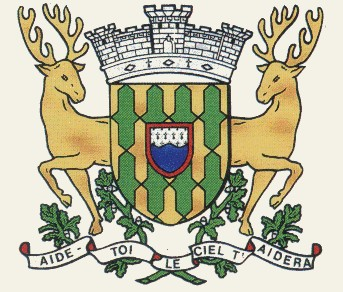
Ancien blason de Pleucadeuc.

## Démographie
L'évolution du nombre d'habitants est connue à travers les recensements de la population effectués dans la commune depuis 1793. Pour les communes de moins de 10 000 habitants, une enquête de recensement portant sur toute la population est réalisée tous les cinq ans, les populations de référence des années intermédiaires étant quant à elles estimées par interpolation ou extrapolation. Pour la commune, le premier recensement exhaustif entrant dans le cadre du nouveau dispositif a été réalisé en 2007.

En 2022, la commune comptait 1 850 habitants, en évolution de +4,05 % par rapport à 2016 (Morbihan : +3,82 %, France hors Mayotte : +2,11 %).
| 1793  | 1800  | 1806  | 1821  | 1831  | 1836  | 1841  | 1846  | 1851  |
| ----- | ----- | ----- | ----- | ----- | ----- | ----- | ----- | ----- |
| 1 198 | 1 121 | 1 281 | 1 144 | 1 239 | 1 252 | 1 188 | 1 174 | 1 255 |

| 1856  | 1861  | 1866  | 1872  | 1876  | 1881  | 1886  | 1891  | 1896  |
| ----- | ----- | ----- | ----- | ----- | ----- | ----- | ----- | ----- |
| 1 288 | 1 305 | 1 410 | 1 378 | 1 478 | 1 545 | 1 518 | 1 537 | 1 673 |

| 1901  | 1906  | 1911  | 1921  | 1926  | 1931  | 1936  | 1946  | 1954  |
| ----- | ----- | ----- | ----- | ----- | ----- | ----- | ----- | ----- |
| 1 635 | 1 705 | 1 638 | 1 478 | 1 565 | 1 481 | 1 481 | 1 450 | 1 457 |

| 1962  | 1968  | 1975  | 1982  | 1990  | 1999  | 2006  | 2007  | 2012  |
| ----- | ----- | ----- | ----- | ----- | ----- | ----- | ----- | ----- |
| 1 339 | 1 181 | 1 158 | 1 331 | 1 376 | 1 482 | 1 716 | 1 747 | 1 754 |

| 2017  | 2022  | - | - | - | - | - | - | - |
| ----- | ----- | - | - | - | - | - | - | - |
| 1 804 | 1 850 | - | - | - | - | - | - | - |

## Économie
En 2015, Pleucadeuc comptait 121 établissements actifs dont 33 dans le secteur de l'agriculture et 11 dans le secteur de l'industrie. En dépit d'une situation peu favorable dans les Landes de Lanvaux, mais grâce au dynamisme d'une équipe municipale et d'un maire, Joseph Briend (maire entre 1970 et 2008), la commune possède plusieurs gros employeurs : l'usine de volailles Galina du groupe Doux (450 salariés), la société Bretagne Chimie Fine devenue BCF Life Sciences (185 salariés) qui traite les plumes, la compagnie alimentaire Pleucadeucienne CAP qui a deux ateliers de transformation de viande (110 et 55 salariés), plastiques SARIC (30 salariés).

## Culture et patrimoine

### Lieux et monuments

#### Vestiges préhistoriques et antiques
- le menhir de Ranion : l'un des plus grands menhirs de Bretagne.

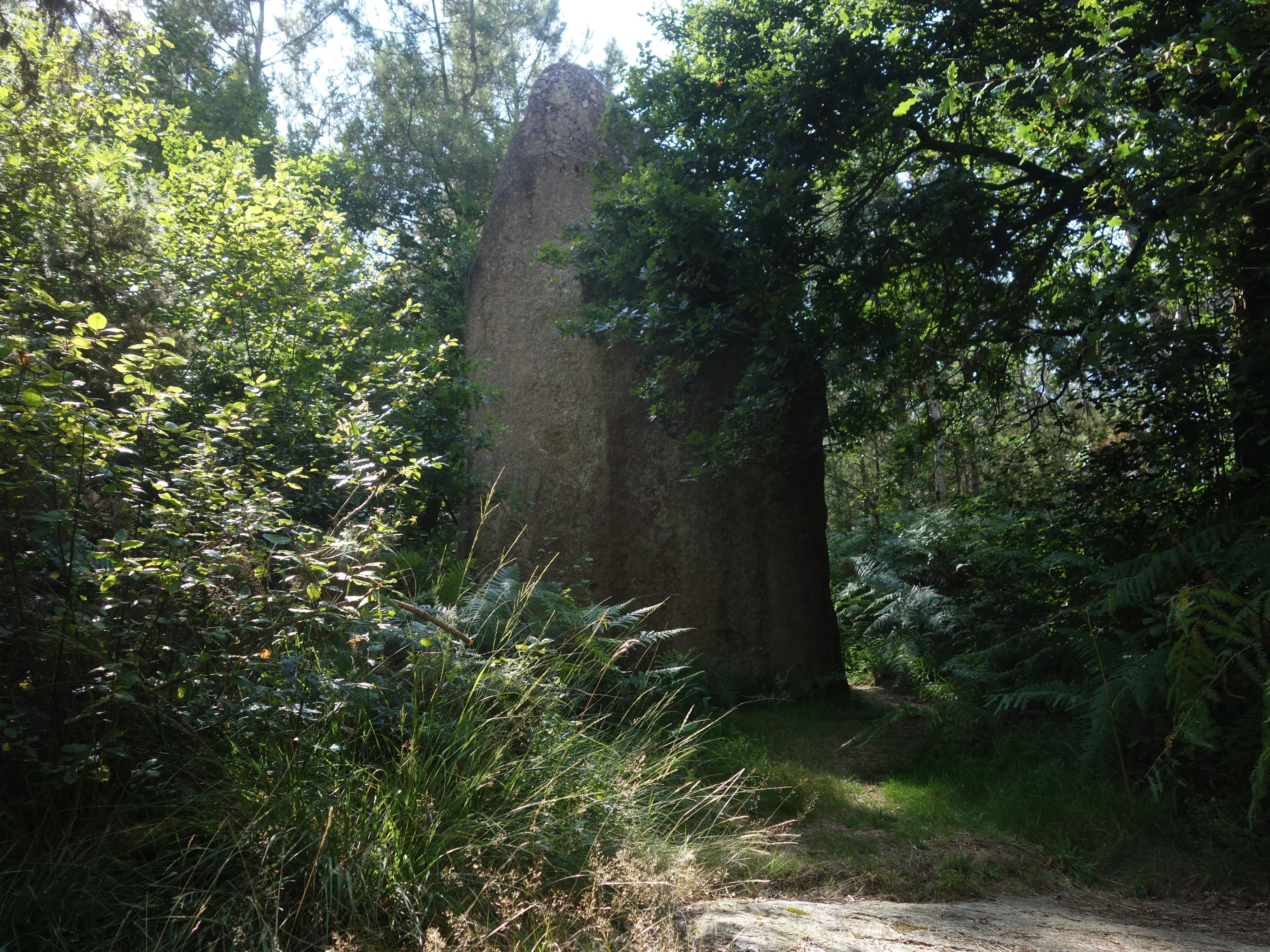
Le menhir de Ranion.
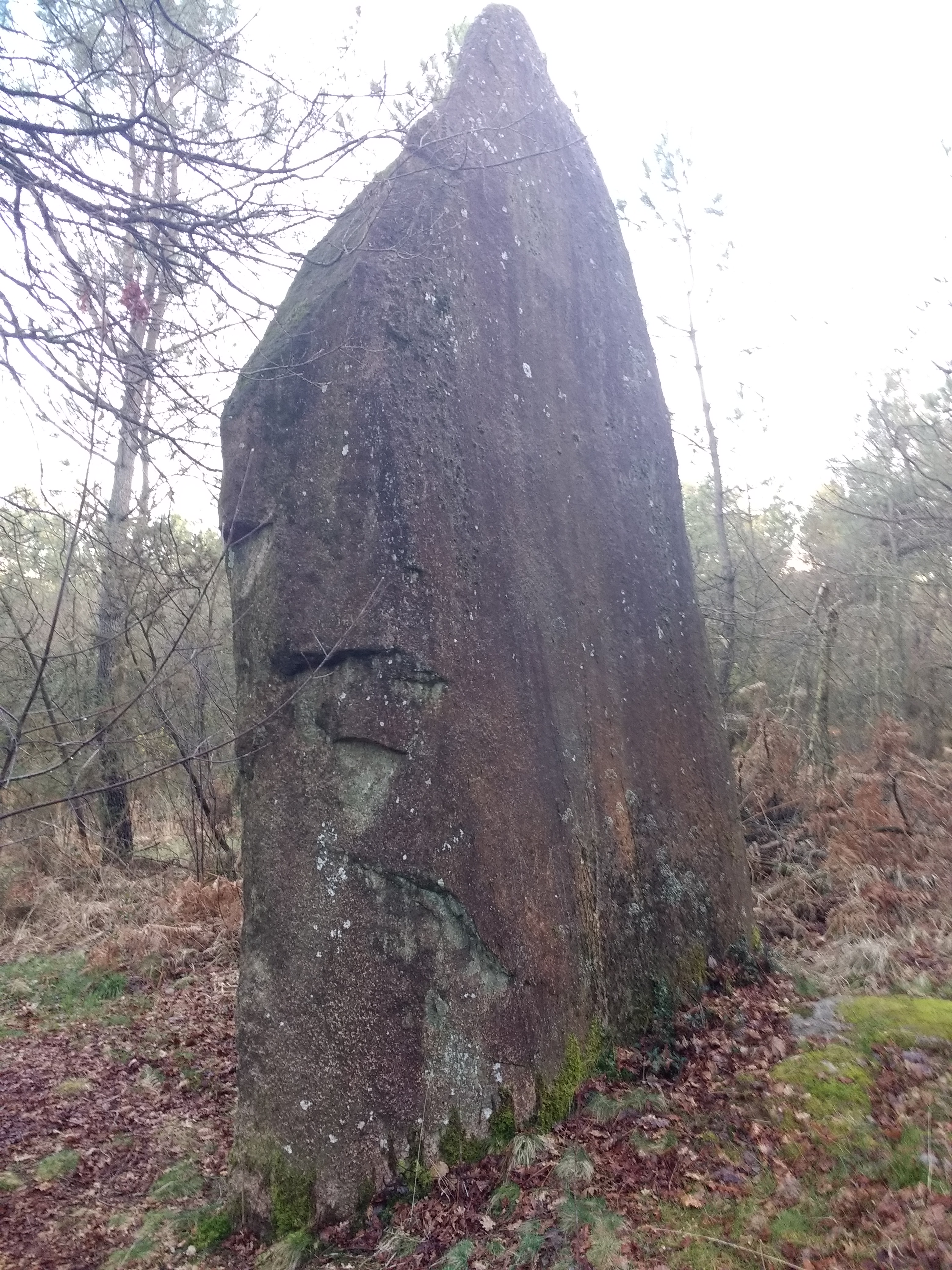
Le menhir de Ranion.

- Nombreux autres mégalithes ; pierres à cupules ;

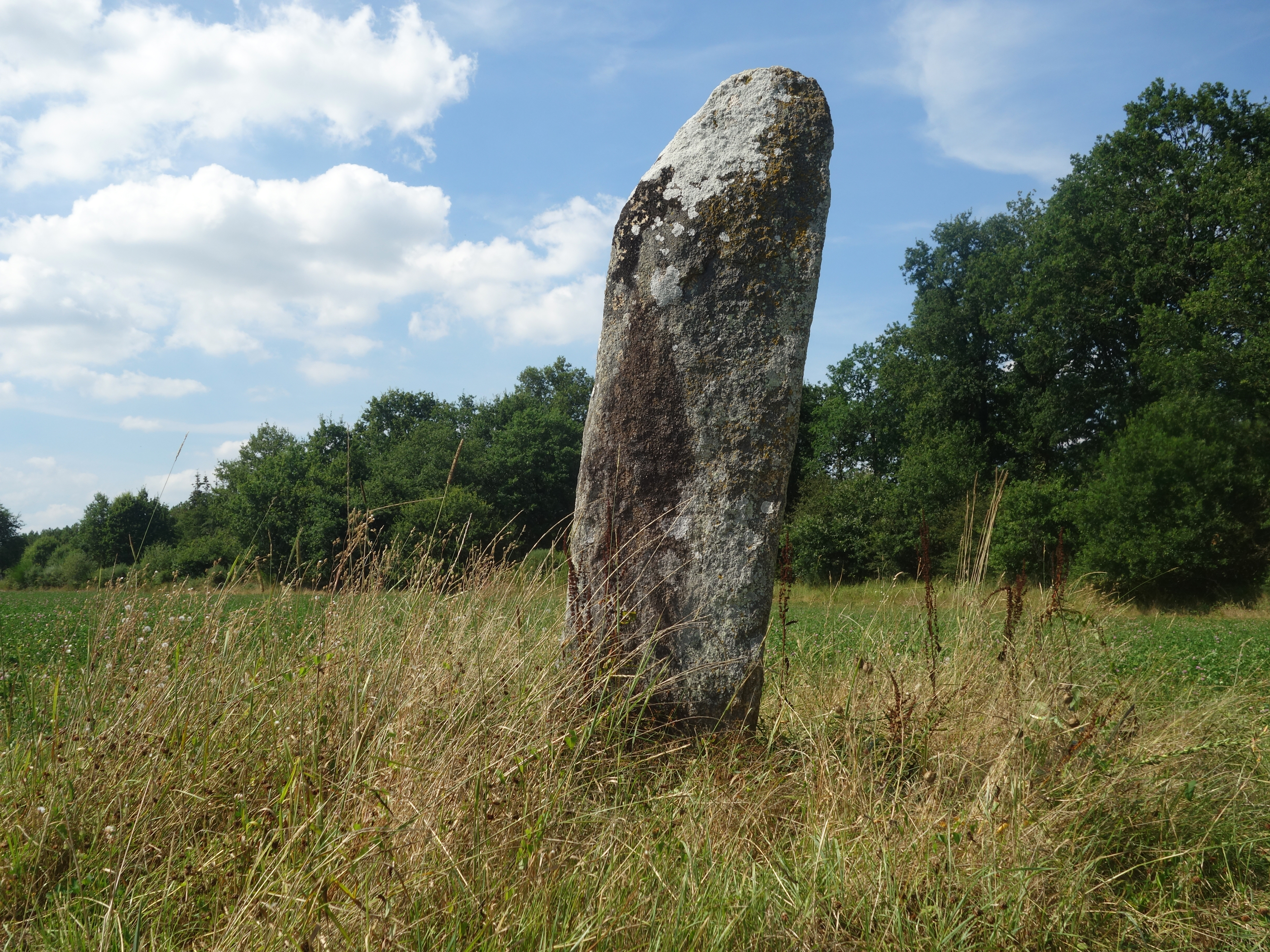
Le menhir des Hautes Landes.

La pierre à cupules (dite "pierre aux bassins") qui se trouve au sud-sud-est du bourg de Pleucadeuc était dénommée "La Tricotine" du nom d'une ancienne ronde répandue par le passé dans le Morbihan, ce qui laisse supposer que l'on venait danser autour.
On l'appelle pierre aux bassins parce que sa surface, longue de 7 mètres 30 et large de 5 mètres 40, est couverte de 14 excavations communiquant entre elles par des rigoles d'écoulement ».
- Voie romaine ;
- Édifices gallo-romains à La Ville-Bily, à La Morinaie.

#### Patrimoine religieux

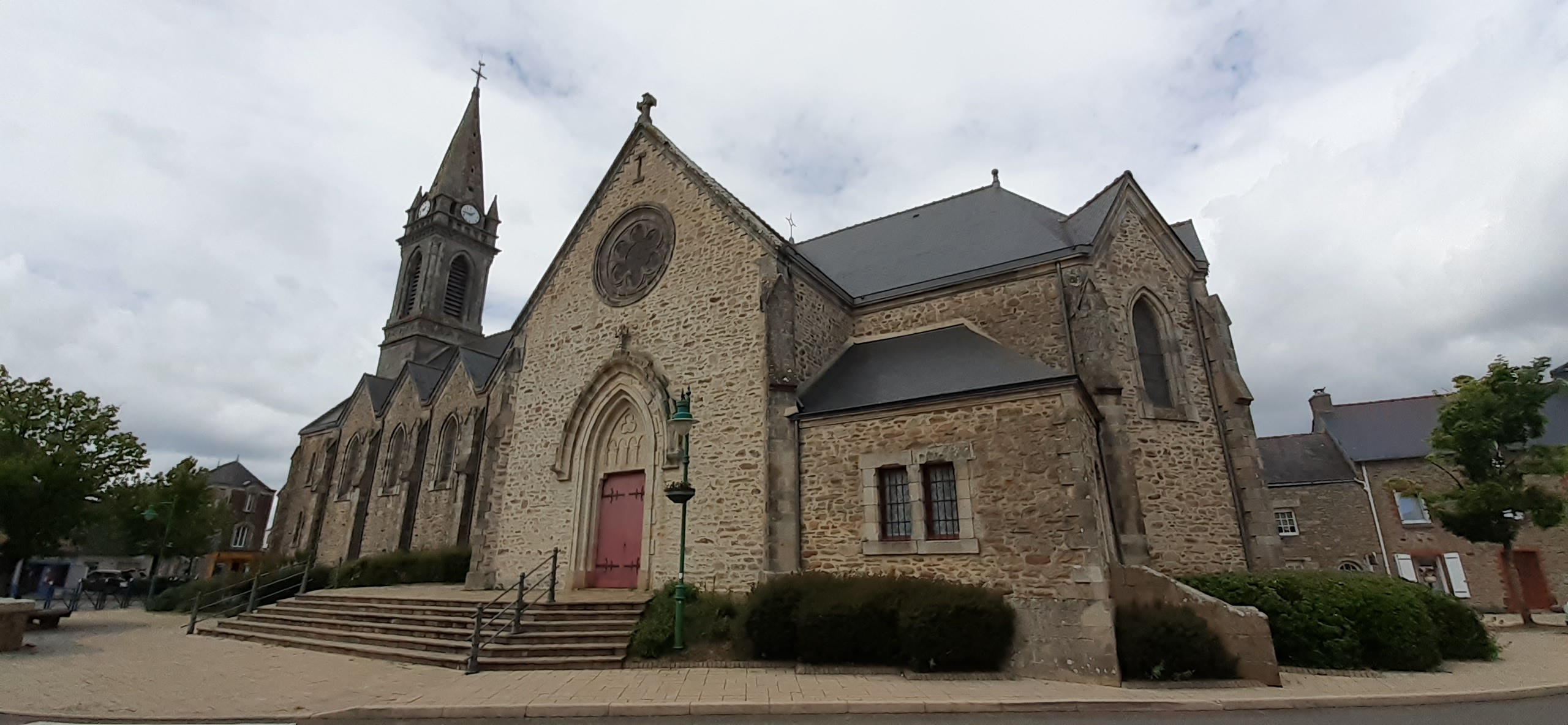
Église Saint-Pierre, place Anne de Bretagne.

- Église Saint-Pierre : elle date de 1887 (remplaçant l'ancienne église de style Renaissance) et est de style néo-gothique ; son orfèvrerie est en partie du XVIIe siècle.

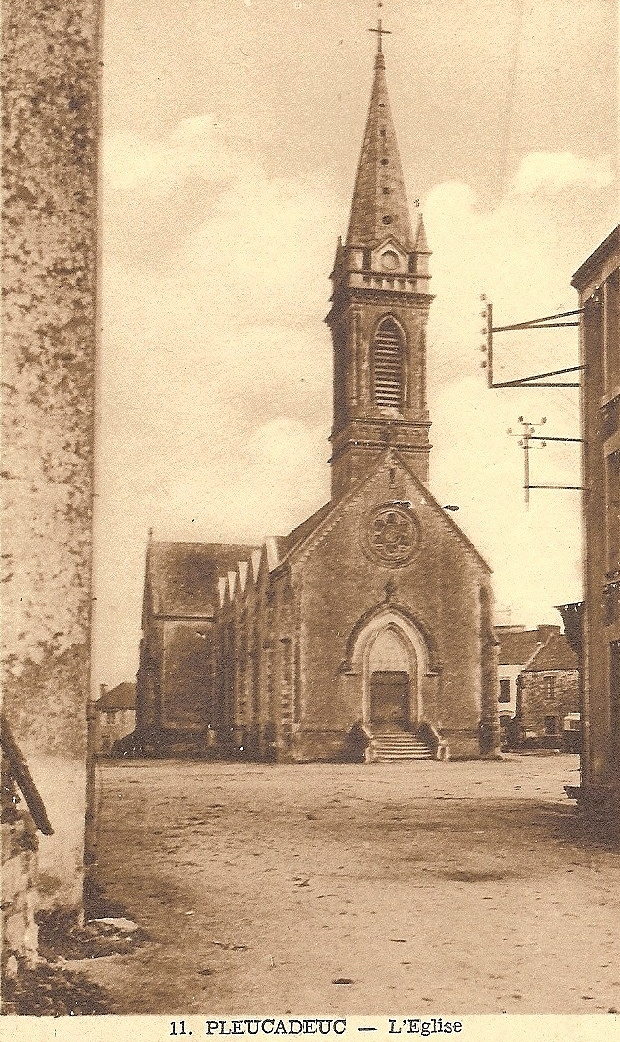
L'église paroissiale Saint-Pierre au début du XXe siècle (carte postale).

- Chapelle Saint-Barthélemy au Gorays : XVe siècle : fragments de vitraux XVIe siècle ; cimetière du Goray ; croix du XVIe siècle sur le mur d’enclos de la chapelle.

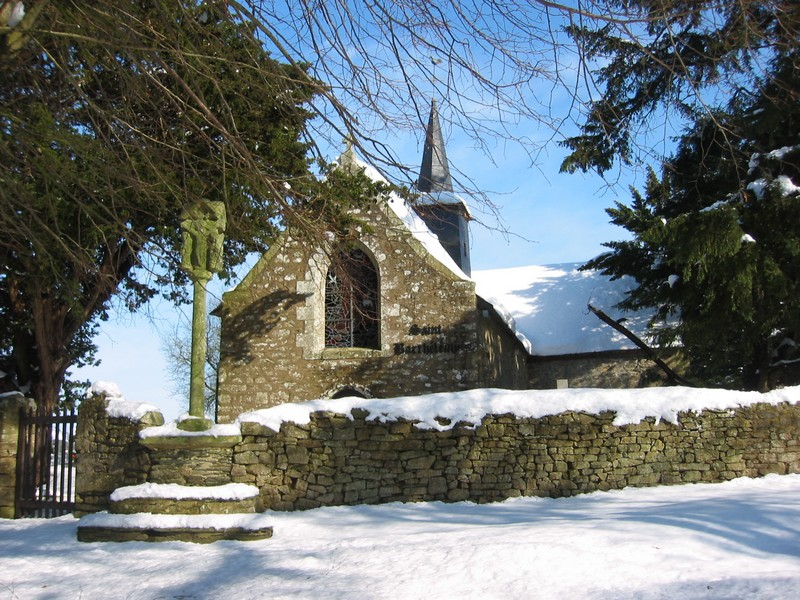
La chapelle Saint-Barthélemy et son calvaire.

- Chapelle Saint-Marc (dite aussi Chapelle des Quatre-Évangélistes) et calvaire Saint-Marc, lequel date du XVIe siècle[78].

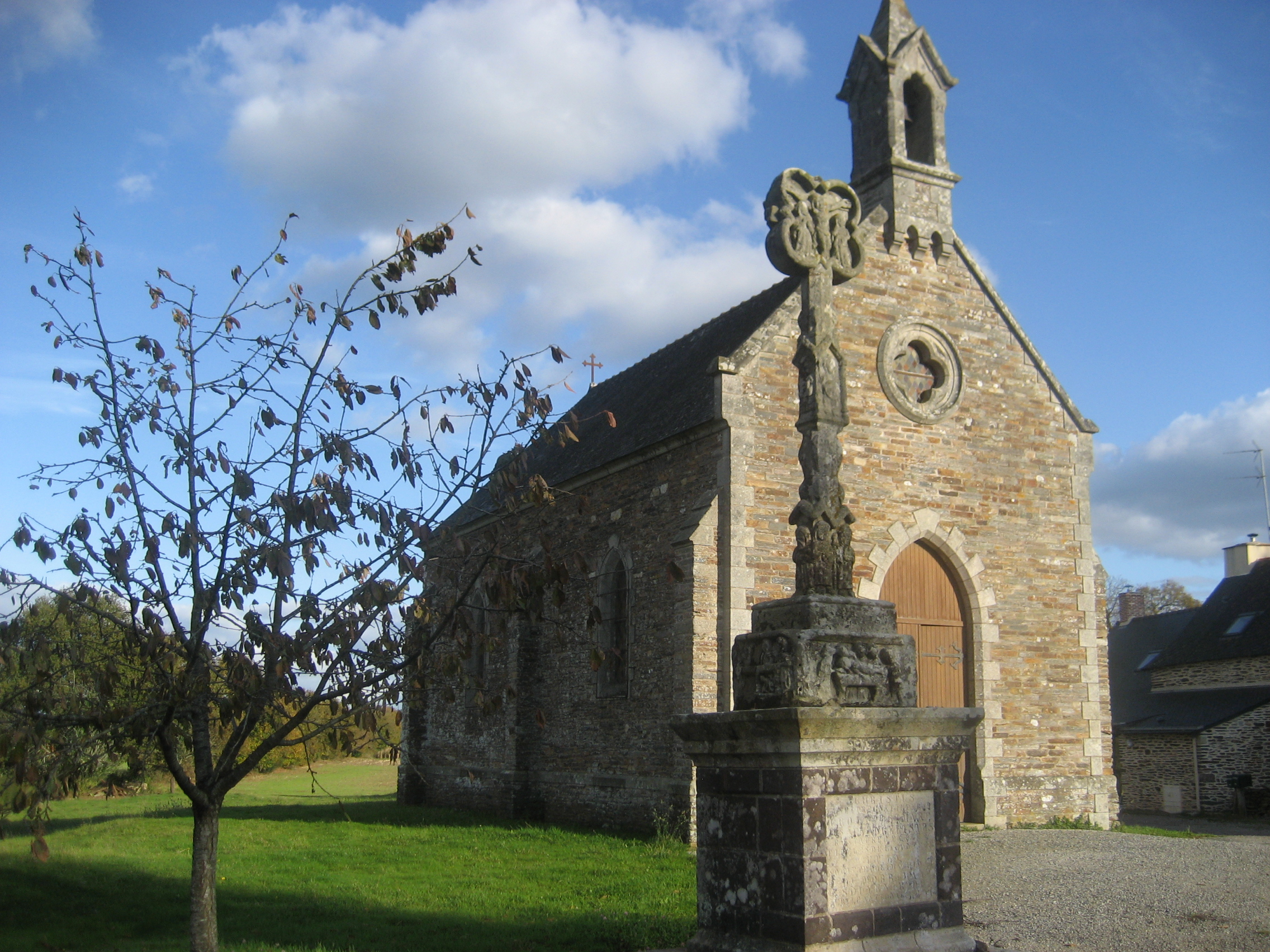
La chapelle Saint-Marc et son calvaire.
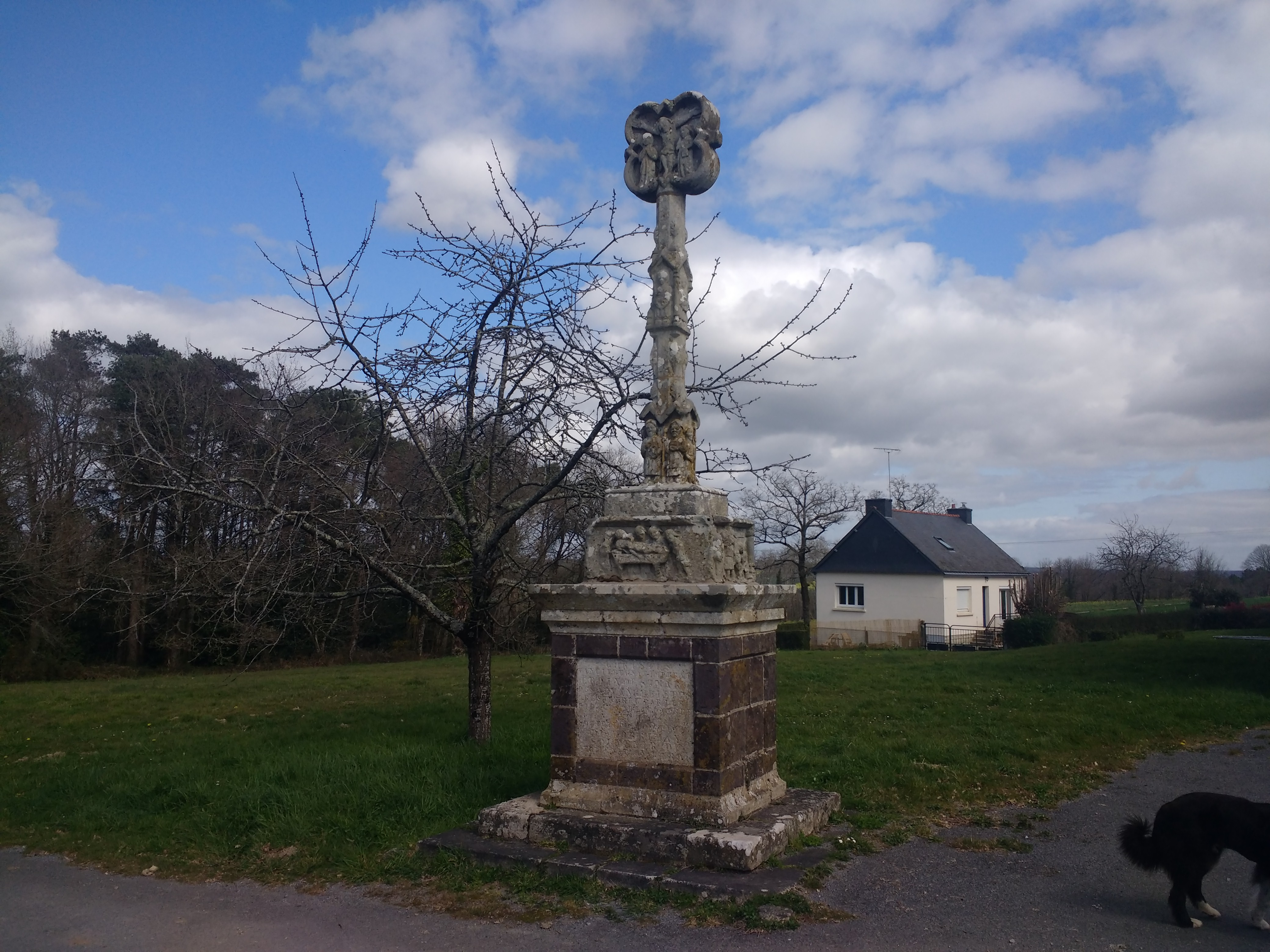
Le calvaire Saint-Marc.
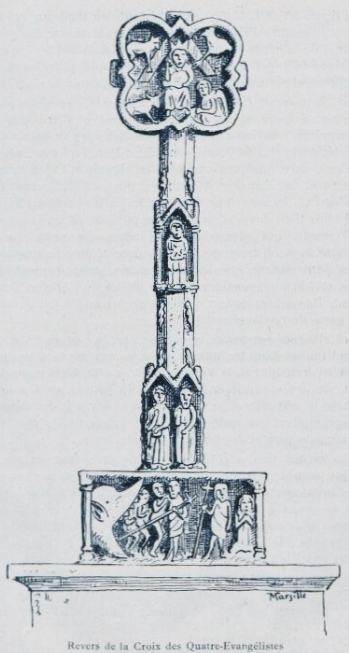
Dessin du calvaire Saint-Marc.
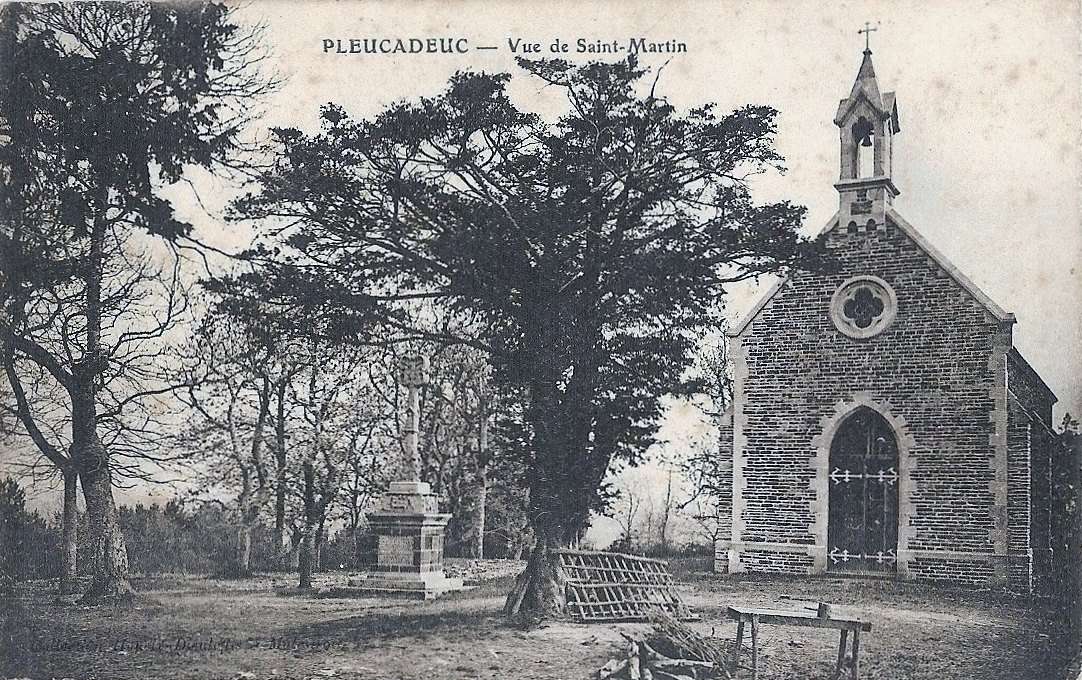
Chapelle et calvaire Saint-Marc vers 1910 (carte postale).

- Chapelle Saint-Joseph : elle date en partie du XVe siècle mais principalement du XVIIe siècle ; elle allie plusieurs styles architecturaux :dont la porte sud et la grande verrière (partiellement murée) de style gothique ; elle possède une cuve baptismale très ancienne, sa voûte est recouverte d'un lambris et son sol est en dalles de schistes. Elle a bénéficié d'une restauration entre 2021 et 2024 à la suite d'un appel aux dons soutenu par la Fondation du patrimoine[79].
- Calvaires :
  - la croix de Gorays :

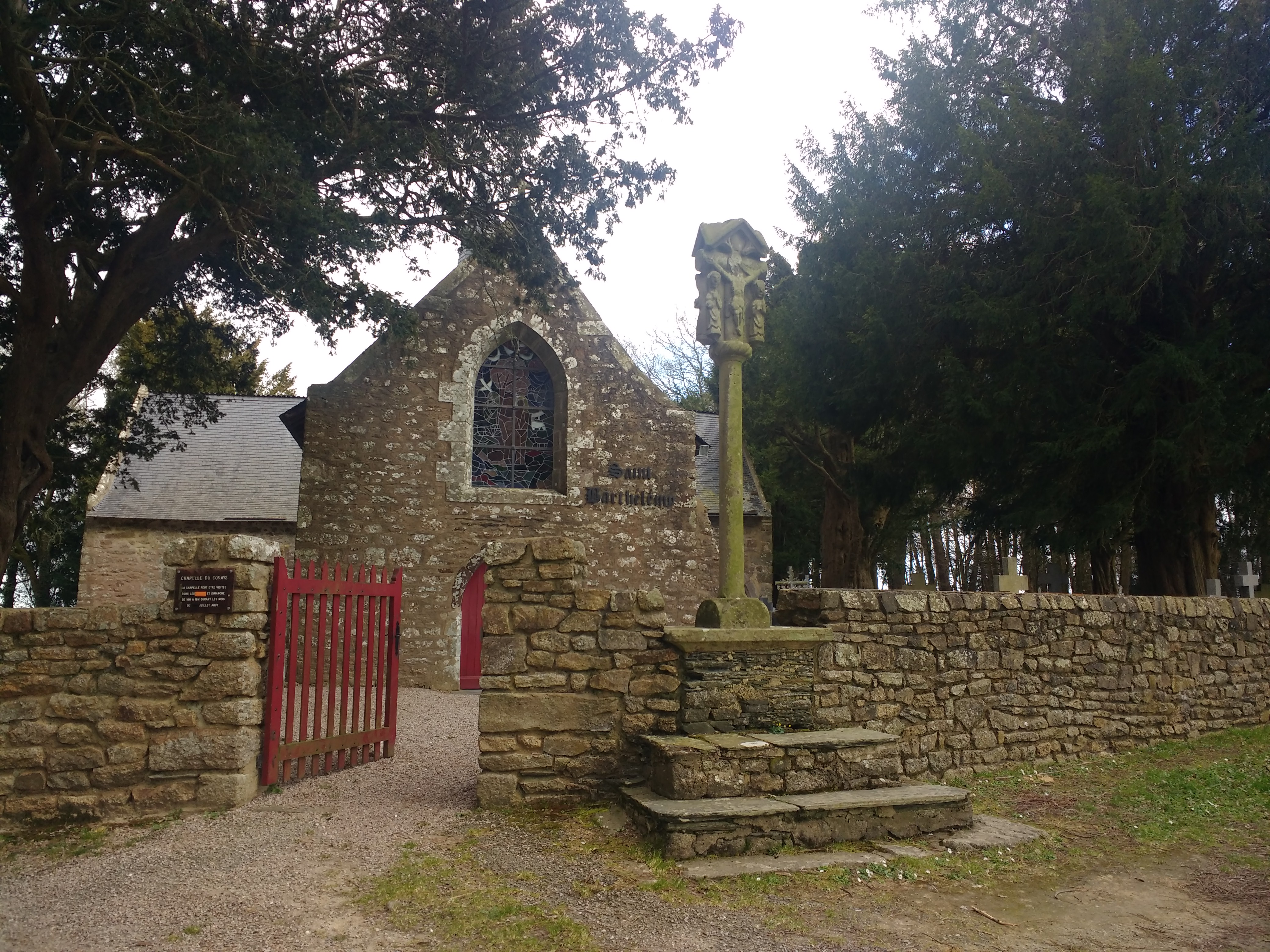
La Croix de Gorays.

Ce calvaire se trouve derrière l'église et a été construit au XVIe siècle. La hauteur du piédestal est de  1,10 mètre.
La commune est propriétaire du calvaire, inscrit sous la référence  Inscrit MH (1928).
Le calvaire se compose d'un piédestal et d'une colonne dont les quatre côtés sont sculptés. Le sommet présente un panneau sculpté représentant la Crucifixion, la Vierge tendant une pomme à un enfant, entre un homme et une femme.
- - Croix du bourg de Pleucadeuc.

### Patrimoine civil

#### Châteaux et manoirs
- Château de la Morinais : ancien lieu noble mentionné dès 1427 ; propriété au XIXe siècle de la famille Corvoyer, le domaine est acheté en 1870 pat Dominique Cossé, un industriel nantais du sucre qui fit construire le château actuel ainsi que la chapelle[81] ;
- Château de la Combe-d'en-Haut : style néo-classique reconstruit au XIXe siècle[82]. Il est inscrit à l'inventaire général du patrimoine culturel[83] ;
- Château de la Grouais : date du XIXe siècle, ancien relais de chasse de la famille du Bot ; le château date de 1876 et a été construit par Georges de Montfort[84]. Il est inscrit à l'inventaire général du patrimoine culturel[85] ;
- Château de Villeneuve : le château actuel date de 1923 (construit par l'architecte Léon-Maurice Chatenai pour le compte de la famille de Sivry), remplaçant l'ancien château alors détruit[86]. Il est, avec son étang, entouré d'un parc de 160 hectares, clos par un mur de 5 km de longueur et possédé par la famille de Chabannes. Il est inscrit à l'inventaire général du patrimoine culturel[87] ;
- La Prévôtais [La Prévotaie] : siège d'une seigneurie en 1427, l'ancien manoir existait encore au début du XIXe siècle, mais a été remplacé par le château actuel achevé en 1905 et construit par la famille Cossé[88].
- La Combe-d'en-Bas (Kerdoué) : aussi une ancienne seigneurie, mais le château actuel date du XIXe siècle[89].

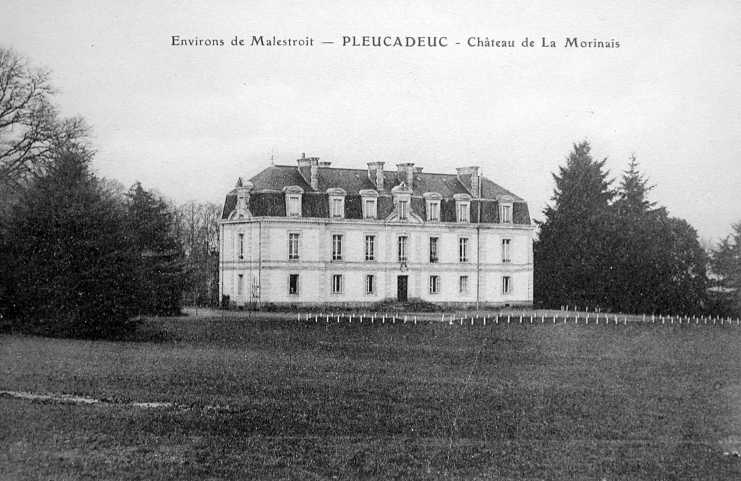
Le château de la Morinais.
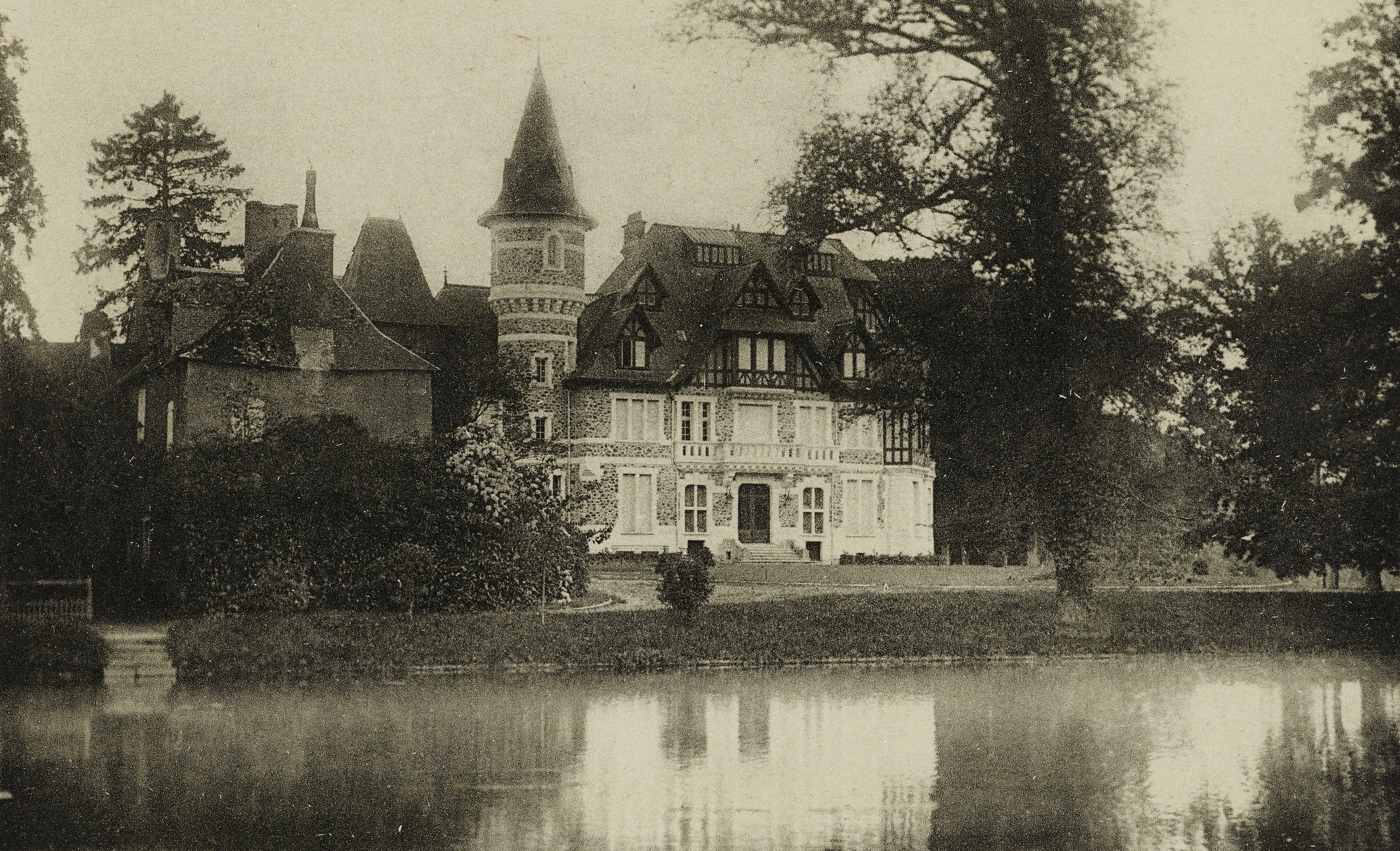
Château et étang de Villeneuve au début du XXe siècle (carte postale).
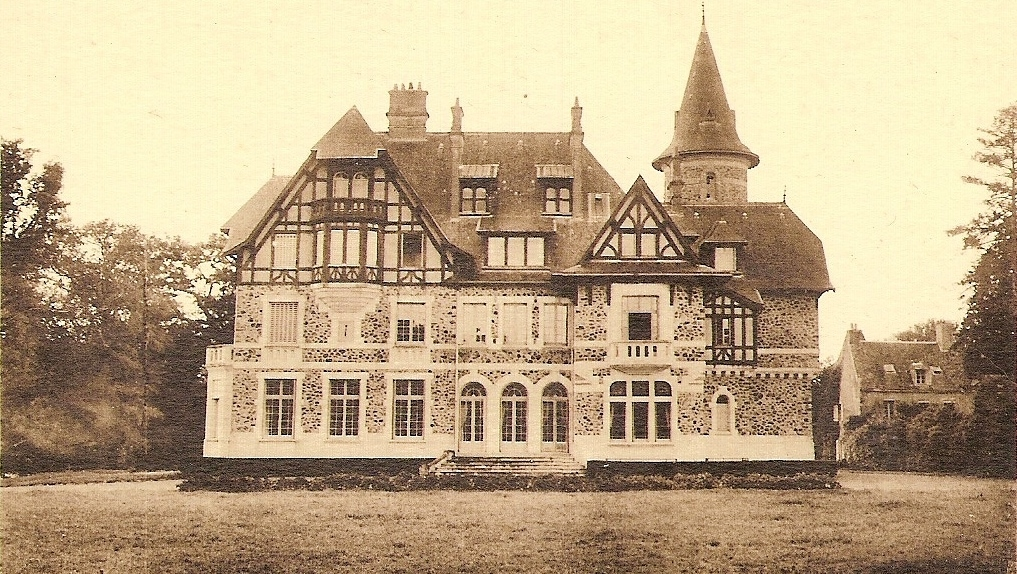
La façade du château de Villeneuve au début du XXe siècle (carte postale).
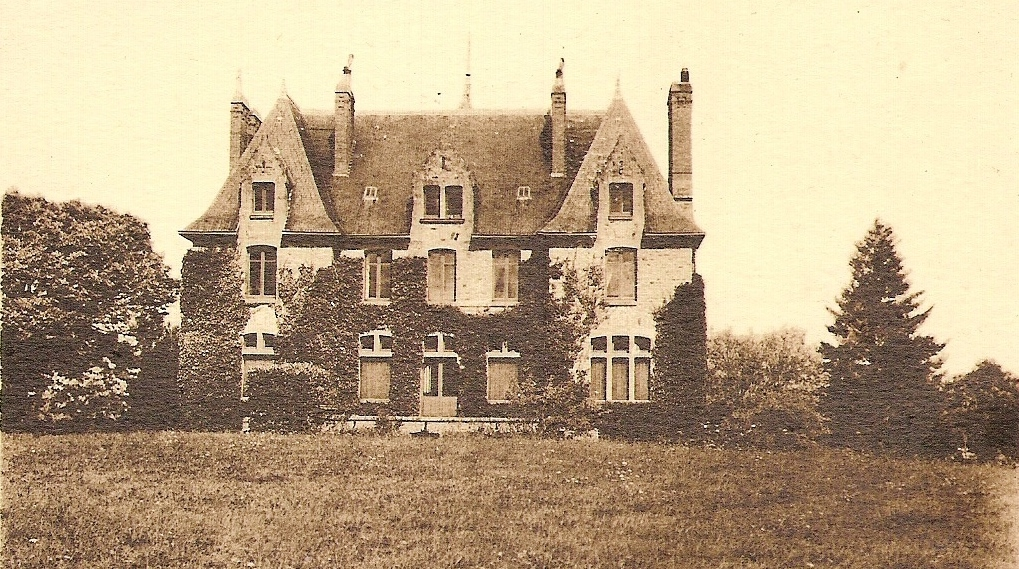
Le château de la Prévotais au début du XXe siècle (carte postale).

- Vestiges du manoir de Lieuzel : la seigneurie existait déjà au XIVe siècle et disposait du droit de moyenne justice ; le manoir actuel date du XVIe siècle et possède une chapelle privée : Félicité Robert de Lamennais y a composé plusieurs de ses ouvrages.

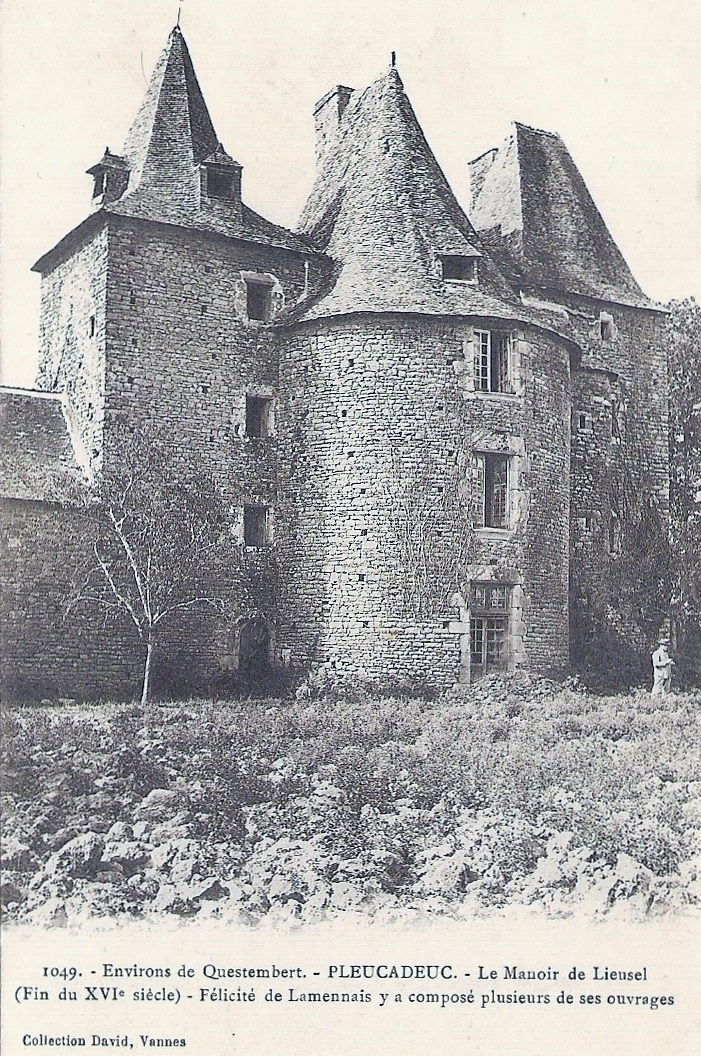
L'ancien manoir de Lieuzel au début du XXe siècle (carte postale).
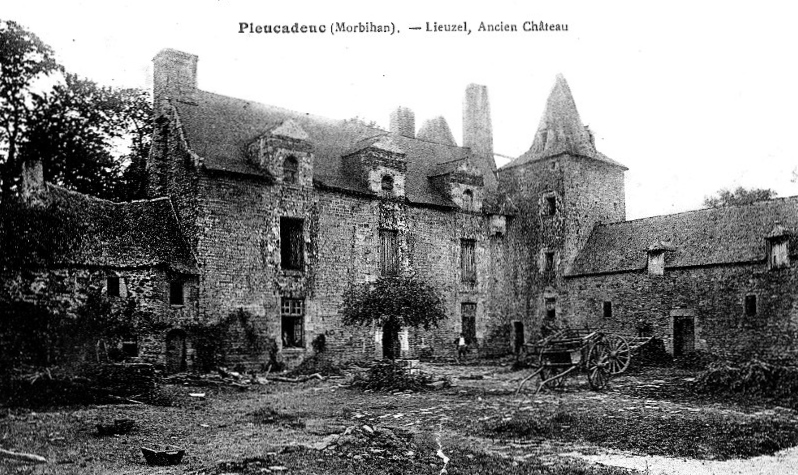
L'ancien manoir de Lieuzel au début du XXe siècle : la cour intérieure (carte postale).

#### Autres
- Gare de Pleucadeuc : ancienne gare de la ligne de Questembert à Ploërmel, devenue point d'accès à la voie verte Mauron-Questembert.

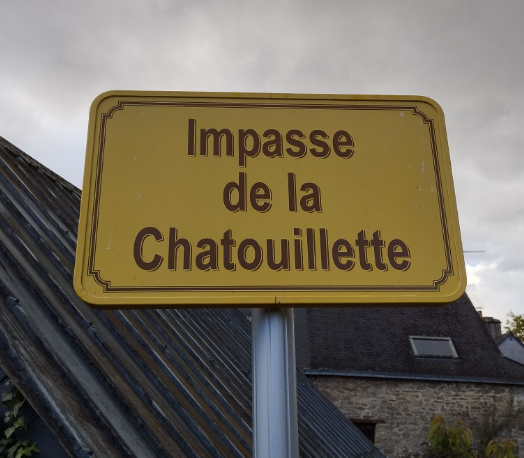
Impasse de la Chatouillette

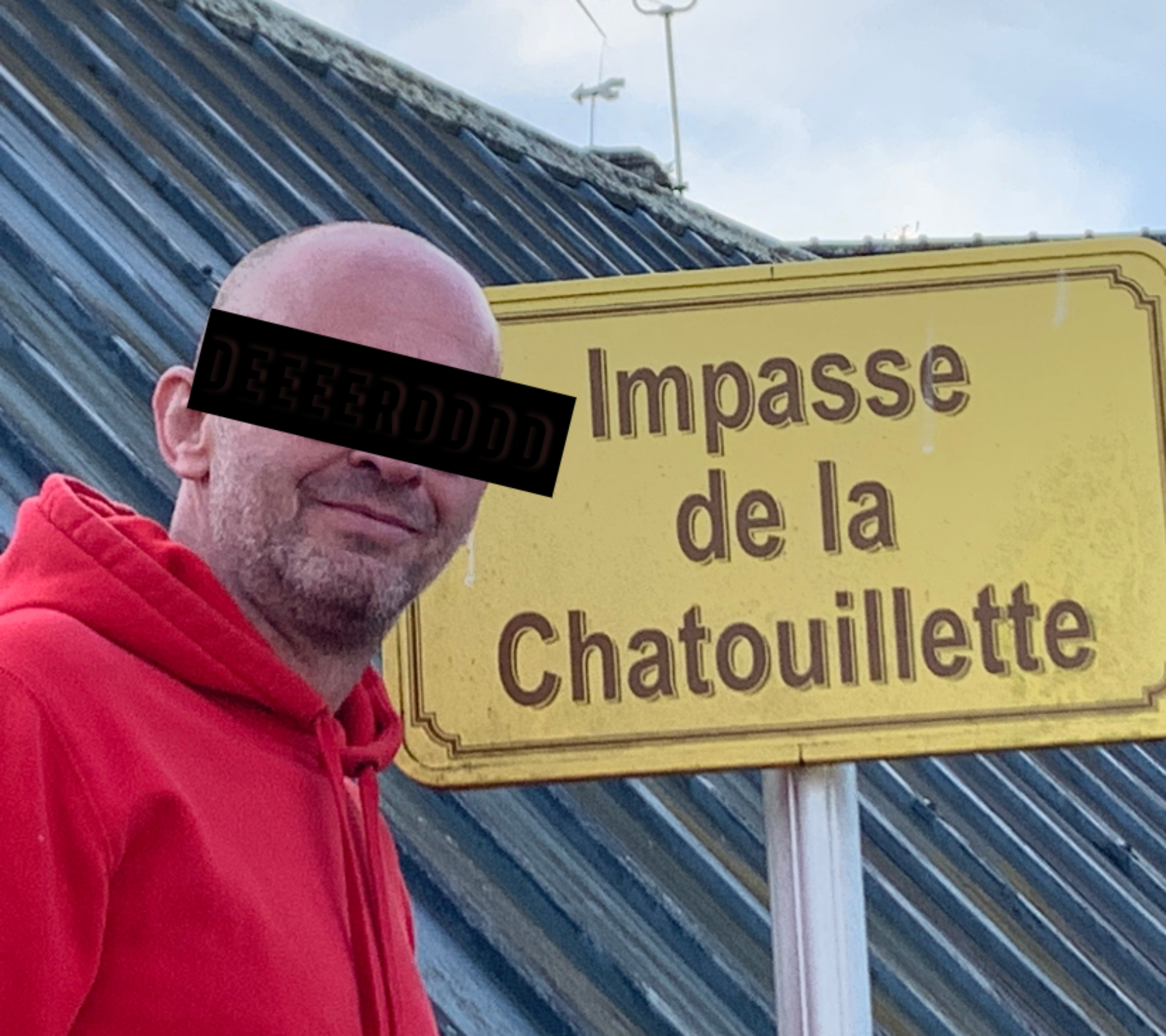
Visiteur se prenant en photographie devant le panneau de l'impasse de la Chatouillette

- Impasse de la ChatouilletteVisiteur se prenant en photographie devant le panneau de l'impasse de la ChatouilletteImpasse de la Chatouillette : bien que ne possédant pas d'intérêt historique particulier, cette impasse attire tout de même un nombre croissant de visiteurs chaque année grâce à son nom si singulier. Cette attraction pouvant être qualifiée de tourisme d'odonymie donne lieu à des séances photos devant le panneau. Certains cherchent l'origine de ce nom dans une chanson grivoise du 19e siècle, aucun élément tangible ne vient étayer cette thèse.

## Conte légendaire
- La Lande de Lanvaur [Lanvaux] ou Légende du pommier de Coëtdelo: ce conte légendaire, transcrit par le docteur Alfred Fouquet, raconte que saint Pierre et saint Paul, « qui voyageaient sur la terre pour voir comment allait le monde » arrivent sous une pluie battante à un village situé entre Molac et Pleucadeuc et se voient refuser l'hospitalité par Richard, l'homme le plus riche du hameau et par contre sont bien accueillis par le bonhomme Misère dans sa pauvre cabane[90].

## Personnalités liées à la commune
- Henri de Tinguy de Nesmy[91], chassa le loup dans la région de Ploërmel et au-delà jusqu'en Vendée ; il en aurait tué peut-être 2 000[47].
- Charles de Gaulle a séjourné au château de la Prévôtaie.
- Maxime Dupé, joueur de football professionnel, originaire de Pleucadeuc. Il évolue successivement comme gardien de but à la Jeanne d'Arc de Pleucadeuc (1998-2004), à Vannes OC (2004-2008), au FC Nantes (2008-2020) puis au Toulouse FC (depuis 2020). Il a par ailleurs remporté en 2013 la Coupe du Monde des -20 ans[92] avec l'équipe de France.
- Jean Fleury (1934-), général français, ancien chef d'état-major de l'Armée de l'air y réside.

## Événements
Chaque année depuis 1994 est organisé le rassemblement des « Deux et plus », manifestation qui réunit chaque 15 août entre 1 000 et 2 000 jumeaux, triplés, quadruplés de France et d'ailleurs. Le CNRS a profité de la manifestation de 2007 pour organiser une enquête.
Pleucadeuc a reçu le prix européen du Développement économique local pour le financement local par la participation citoyenne, des habitants ayant investi dans le développement économique de leur commune par leur financement privé, lors de l'implantation d'un site de production de la marque Père Dodu, initié par le maire Jo Biend, accompagné par les membres du conseil municipal, et le fondateur de la marque, M. Jacques Hervieu. Ce modèle de financement a été repris, ultérieurement, par exemple par la région Rhône-Alpes, pour développer certains de leurs projets environnementaux.
Exposition de crèches : La fabrication des crèches de Noël a débuté en 1999 pour marquer le passage en l'an 2000. Elle devient une tradition pour les habitants de la commune et pour la dix-neuvième édition l'exposition a lieu du 10 décembre 2017 au 10 janvier 2018.

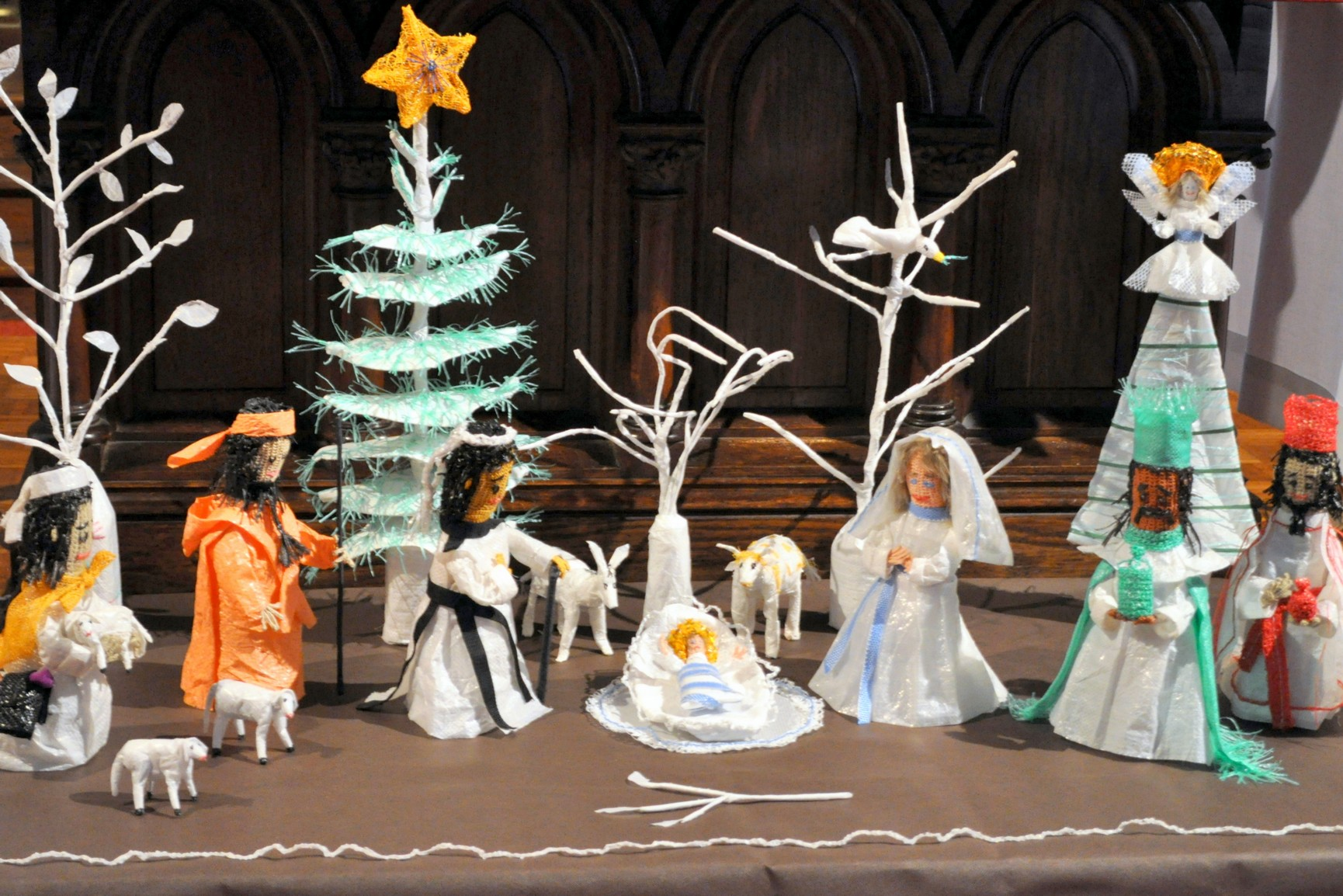
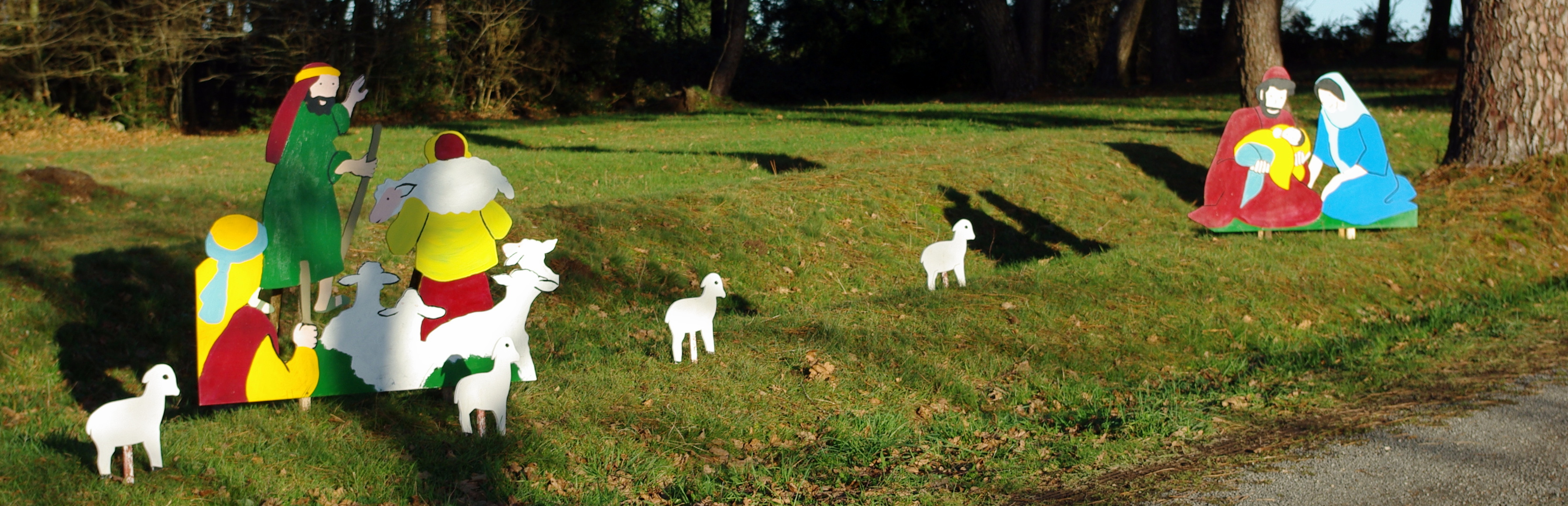
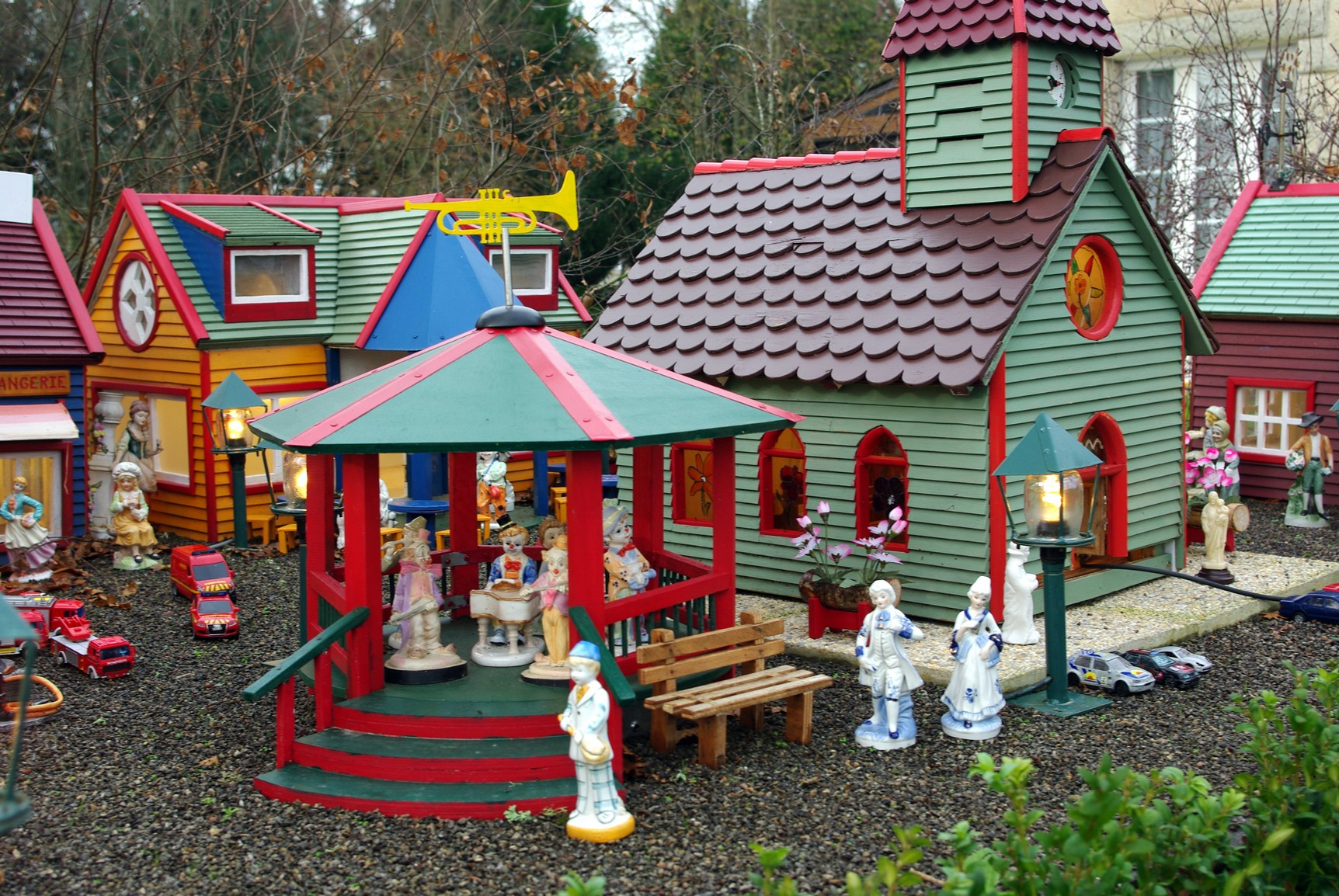